# 미국 서부시대 연표

## 19세기 이전

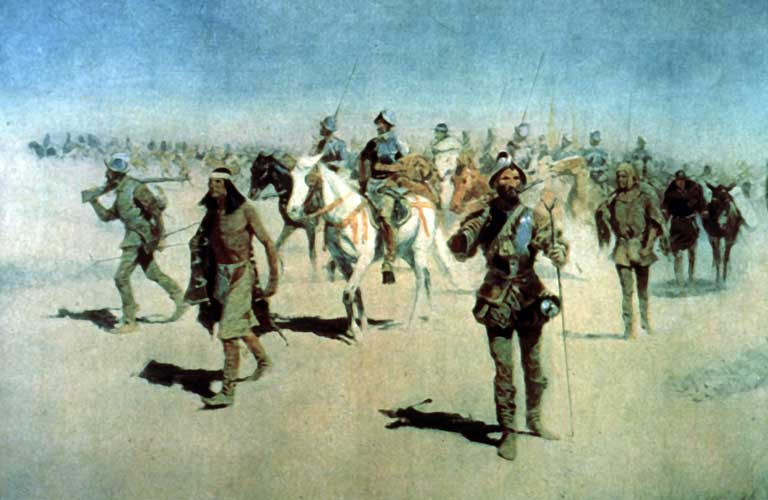
《북쪽으로 출발하는 코로나도》 미국 화가 프레더릭 레밍턴 작품.

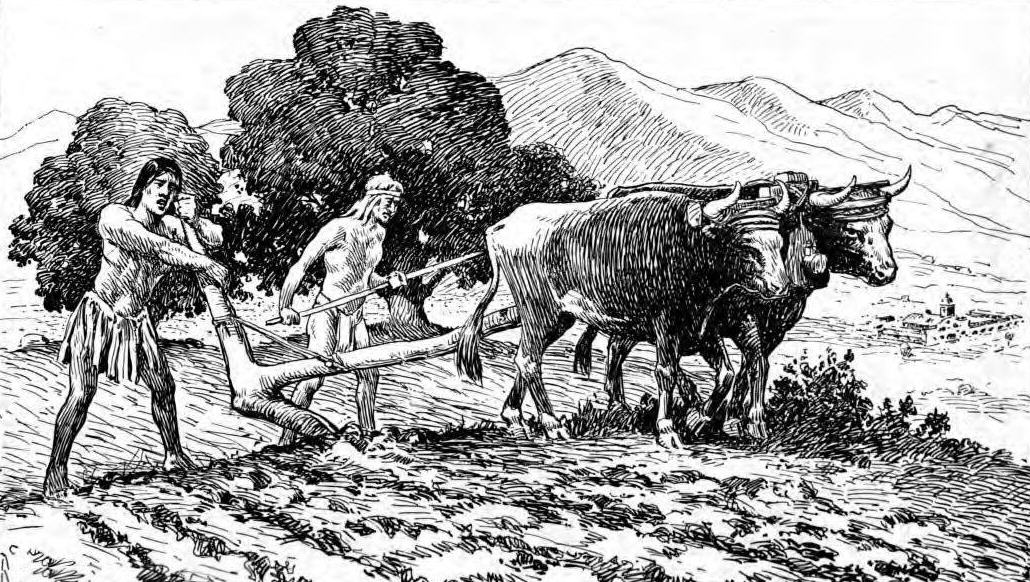
산디에고데알칼라 전도소 근교에서 원시적인 쟁기로 밭을 가는 원주민. 1920년 A. B. 닷지 그림

| 년     | 월일      | 사건 |
| ------ | --------- | --- |
| 1540년 | 2월 23일  | 에스파냐 콩키스타도르 프란시스코 바스케스 데 코로나도가 누에바에스파냐 부왕령 북쪽의 미탐사지대에 대한 첫 탐사에 나섰다. 탐사 목적은 시볼라 일곱 도시의 수색. 2년간의 탐사 동안 코로나도는 오늘날의 미국 서남부 대부분을 돌아다녔고, 오늘날의 캔자스까지 북상했다. 미국 서부의 지리와 원주민들에 대한 첫 기록을 남긴 것이 코로나도 원정대였다.                                         |
| 1579년 | 6월 17일  | 잉글랜드 탐험가 프랜시스 드레이크가 북미 태평양 해안에 상륙했다. 오늘날 캘리포니아의 드레이크만이 여기다. 드레이크는 아직 에스파냐가 손에 넣지 않은 북미의 모든 땅은 잉글랜드령이라고 선언했다. |
| 1598년 | 4월       | 에스파냐 탐험가 후안 데 오냐테가 리오그란데강 상류에 누에보메히코를 세우고 그 초대 지사가 되었다. |
| 1607년 |           | 에스파냐 식민개척자들이 산타페를 세웠다. |
| 1610년 |           | 누에보메히코의 새 수도가 된 산타페에 지사궁이 세워졌다. 미국에 현존하는 공공기관 건물 중 가장 오래 되었다. |
| 1680년 | 8월 10일  | 오늘날의 뉴멕시코주 북부에서 포우페이가 이끄는 푸에블로인들이 에스파냐인들에 대한 대규모 반란을 일으켰다(푸에블로 반란). 400명 이상이 죽었고, 에스파냐인들은 12년 뒤에야 산타페를 재탈환한다. |
| 1692년 |           | 디에고 데 바르가스가 푸에블로인들과 평화 협상을 하여 산타페가 에스파냐인들에게 다시 넘어갔다. 이후 에스파냐인들과 프란치스코회는 푸에블로인들에 대한 지배권을 다시 세우려 하지만 쉽지 않고 1696년에는 반란이 한 번 더 터졌다. 이번에는 바르가스와 에스파냐군이 반란을 분쇄했다. |
| 1718년 | 5월 1일   | 프랑스가 오늘날의 텍사스를 집적거리자 에스파냐 측에서 텍사스 선점을 확고히 하기 위해 산안토니오 알라모 전도소를 세웠다. 전도소가 세워지고 4일 뒤에는 새로 세워진 산안토니오를 지키기 위한 샌안토니오데베하르 수비대가 세워졌다. |
| 1743년 | 3월 30일  | 프랑수아·루이조제프 고티에 드 라 베랑드리 형제가 프랑스령 퀘벡에서 출발하여 오늘날의 사우스다코타주 포트피에르에 도달하고 그곳을 프랑스 왕국의 영토로 선언했다. |
| 1759년 | 10월 7일  | 에스파냐인들이 레드강 연안의 인디언 요새마을을 공격(쌍둥이 마을 전투)했지만, 위치타인, 코만치인, 톤카와인의 연합군에게 패퇴했다. |
| 1762년 | 11월 13일 | 프랑스 국왕 루이 15세가 프렌치 인디언 전쟁에서 영국에게 패배하기 직전 애팔래치아산맥 이서의 모든 땅을 에스파냐 국왕 카를로스 3세에게 넘기는 비밀조약을 맺었다(퐁텐블로 조약). |
| 1769년 | 7월 16일  | 후니페로 세라 소수도원장이 이끄는 에스파냐인 프란치스코회가 캘리포니아에 산디에고데알칼라 전도소를 세웠다. 이후 1823년까지 전도사들은 해안을 따라 20개소 이상의 전도소를 더 세우고, 이 일대는 상부 칼리포르니아라는 이름으로 누에바에스파냐 부왕령의 한 주가 된다. 이 전도 기간 동안 캘리포니아 원주민들은 유럽 문화를 받아들임과 동시에, 그 인구가 3분의 1 내지 2분의 1이나 감소했다. |
| 1775년 | 8월 20일  | 오늘날의 애리조나주 투스콘에 에스파냐 1개 중대가 산아구스틴델투스콘 수비대를 세웠다. |
| 1776년 | 7월 29일  | 프란치스코회 사제 두 명이 산타페에서 출발, 몬터레이의 전도소까지 육상으로 갈 길을 찾아 서쪽으로 탐사를 떠났다(도밍게스-에스칼란테 원정). 캘리포니아에 닿는다는 임무 자체는 실패했지만, 그전까지는 미답사 지역이었던 콜로라도고원을 처음으로 탐사함으로써 대분지 지역에 발을 디딘 첫 백인이 되었다. 이들의 탐사 경로는 이후 서부의 주요 무역로인 올드 스패니시 가도가 된다.             |
| 1779년 | 9월 3일   | 오늘날의 콜로라도주 푸에블로군에서 코만치인 지도자 쿠에르노 베르데가 후안 바티스타 데 안사가 이끄는 에스파냐군과 교전 중 전사했다. |
| 1783년 | 9월 3일   | 파리 조약 조인. 독립전쟁이 끝나고 영국의 13개 식민지가 아메리카 합중국으로 독립한다. |
| 1792년 | 5월 19일  | 조지 벤쿠버의 원정대가 오늘날의 시애틀 근처에 닻을 내렸다. 뱅쿠버 원정대는 이 일대를 탐사한 최초의 백인들로, 밴쿠버섬과 콜럼비아강을 비롯한 태평양 북서부 해안이 영국 땅이라고 선언했다. |

## 1800년대

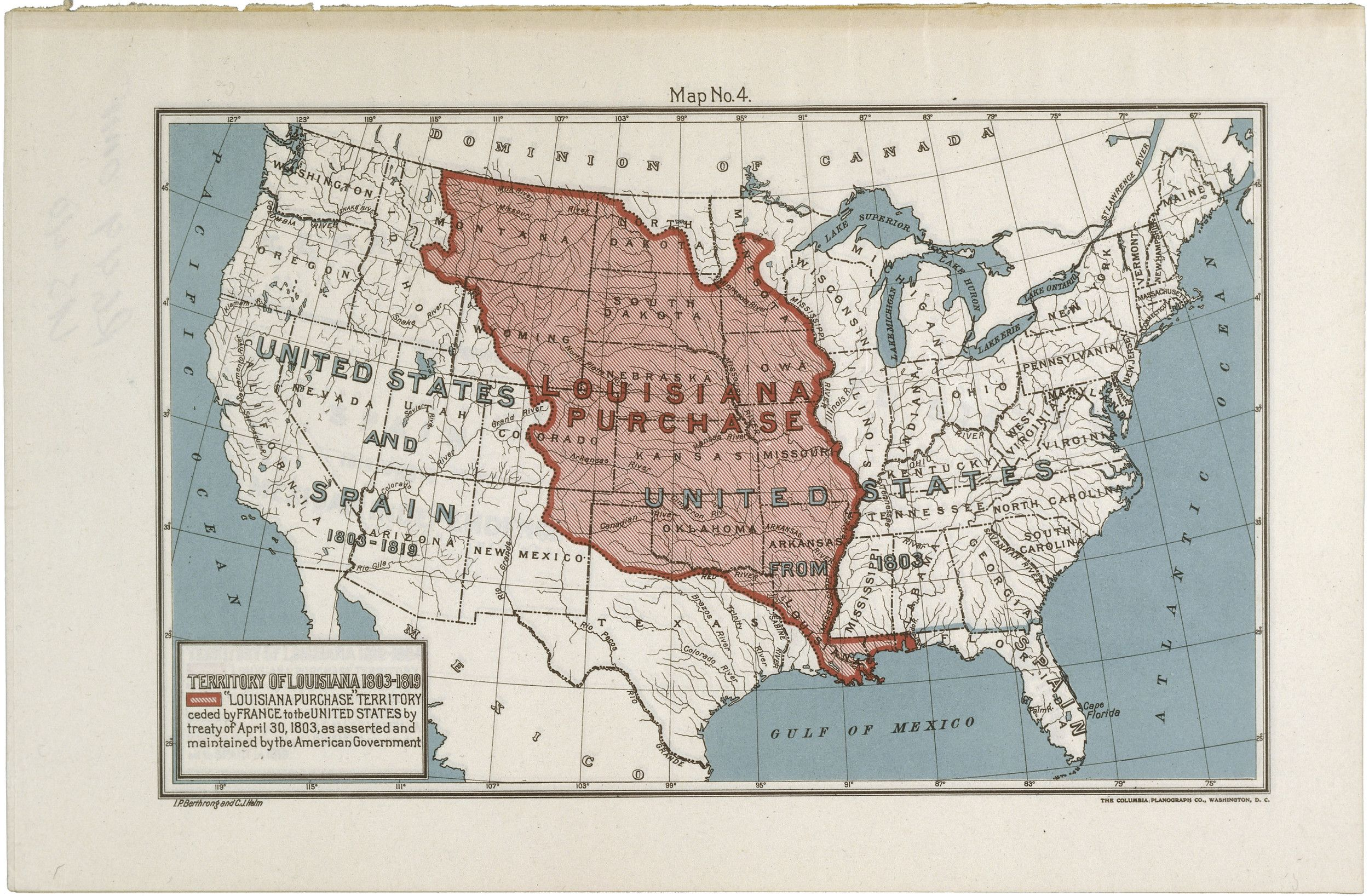
신생 미국이 프랑스에게서 매입한 루이지애나(붉은색). 1912년 미국 정부인쇄청에서 발행한 지도.

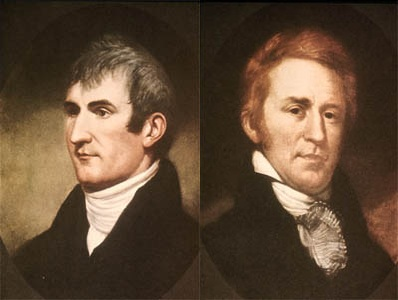
루이스-클라크 원정대를 인솔한 메리웨더 루이스와 윌리엄 클라크.

| Year   | Date      | Event |
| ------ | --------- | --- |
| 1800년 | 10월 1일  | 나폴레옹 보나파르트의 협박으로 에스파냐 국왕 카를로스 4세가 루이지애나를 프랑스 제1공화국에 돌려주었다(제3차 산일데폰소 조약).                                                                                       |
| 1803년 | 4월 1일   | 미합중국이 프랑스 제1공화국으로부터 미화 1500만 불의 가격으로 루이지애나 식민지 전체를 구매했다(루이지애나 매입). |
| 1803년 | 12월 20일 | 미합중국이 루이지애나의 권력을 공식적으로 이양받았다. 이로써 미합중국의 영토는 순식간에 두 배로 커져 미시시피강을 넘어 로키산맥까지 이르게 되었다.                                                                   |
| 1804년 | 5월 14일  | 루이지애나 매입으로 얻은 땅을 측량하기 위해 루이스 클라크 탐험이 이뤄졌다. 원정대는 미주리주 세인트찰스에서 미주리강을 카누로 거슬러 올라가 오늘날의 노스다코타에 해당하는 인디언 영토의 맨던 요새에서 겨울을 났다.  |
| 1805년 | 11월 7일  | 루이스-클라크 원정대가 콜럼비아강 하구에서 태평양을 확인했다. 원정대는 강 남안, 오늘날의 오리건주 애스토리아에 해당하는 클랫섭 요새에서 겨울을 났다.                                                                 |
| 1806년 | 7월 15일  | 지불런 파이크 중위가 이끄는 육군 수색원정대(파이크 원정대)가 루이지애나 준주 남부 탐사를 위해 세인트루이스 근교 벨폰테인 요새에서 출발했다.                                                                          |
| 1806년 | 9월 23일  | 루이스-클라크 원정대가 세인트루이스로 귀환한다. 총 이동경로는 거의 6,000 마일. 루이스-클라크 원정대는 2년 반 동안 70개 이상의 인디언 부족과 접촉하고 140장의 지도를 작성했으며, 200종 이상의 동식물을 새로 기재했다. |
| 1807년 | 2월 26일  | 누에바에스파냐 기병대가 파이크 원정대를 산타페데누에보메히코(오늘날의 콜로라도주 남부)에서 체포했다. |
| 1808년 | 4월 6일   | 독일인 이민자 존 제이컵 애스터가 미국모피회사(AFC)를 창업했다. |
| 1808년 | 11월 10일 | 클라크 요새 조약이 조인되었다. 이로써 오세이지인은 클라크 요새 이동와 아칸소강 이북의 모든 영토를 미합중국에게 빼앗겼다.                                                                                             |

## 1810년대

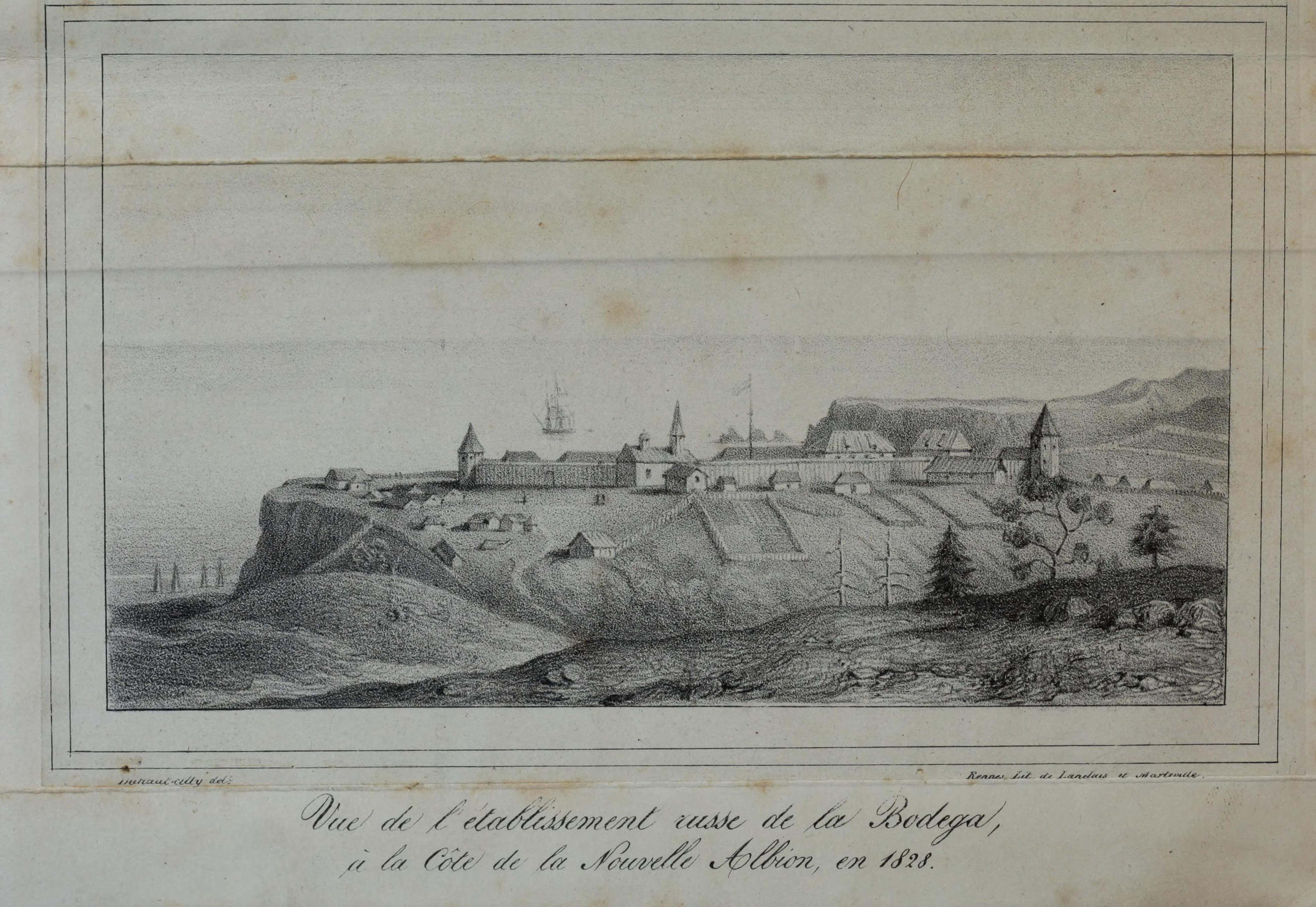
1828년의 로스 요새.

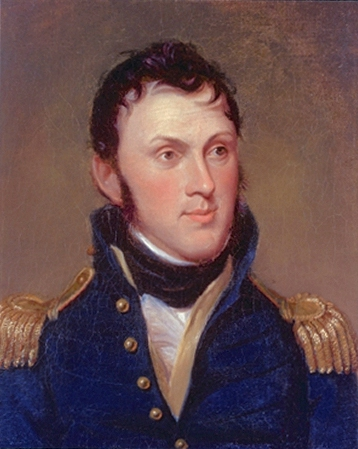
스티븐 해리먼 롱.

| 년     | 월일          | 사건 |
| ------ | ------------- | --- |
| 1810년 | 9월 16일      | 멕시코의 가톨릭 사제 미겔 이달고 이 코스티야가 멕시코가 에스파냐 왕국(당시 나폴레옹 강점기)으로부터 독립함을 선언한다(돌로레스의 부르짖음). |
| 1811년 | 5월           | 존 제이컵 애스터의 태평양모피회사에서 콜럼비아강 하구에 아스토리아 요새를 세웠다. 태평양 해안 최초의 미국인 정착지였다. |
| 1811년 | 6월 15일–16일 | 밴쿠버섬과 교역하던 애스터 회사의 배 톤퀸호의 선장이 틀라오퀴아흐트인 군장을 모욕했다가 공격당해 선원들이 학살당했다(우디포인트 전투). 배는 자침했는데 이튿날 탄약고가 유폭되여 원주민 100명 이상이 사망했다.                                                                                                   |
| 1812년 | 3월           | 러시아 제국의 모피상들이 캘리포니아 해안에 러시아령 아메리카 남단의 허브로서 로스 요새를 세웠다. |
| 1812년 | 4월 30일      | 루이지애나주가 미합중국의 18번째 주로 가맹, 미시시피강 이서의 최초의 주가 됐다. 또한 프랑스에게서 구매한 루이지애나 준주에서 형성된 첫 주이기도 하다. 루이지애나가 갈라져 나간 루이지애나 준주는 미주리 준주로 개칭한다.                                                                                        |
| 1812년 | 9월 4일       | 마일스 맥도넬이 이끄는 스코트인 및 아일랜드인 정착민들이 레드강 식민지의 공식적으로 소유권을 갖다. 그들은 오늘날의 노스다코타주 펨비나 근교에 다코타 지방 최초의 백인 정착지인 데어 요새를 세운다. |
| 1812년 | 10월 21일     | 로버트 스튜어트 등 톤퀸호의 생존자 일곱 명이 세인트루이스로 생환한다. 이들은 귀환길에 오늘날의 와이오밍주의 사우스 고개를 넘어옴으로써 아메리카 대륙 분수계를 횡단한 최초의 백인들이 된다. 이후 사우스 고개는 19세기 하반기에 50만 여명의 이주민들이 서부로 향하는 통로가 된다(웨스트워드 익스팬션 가도).       |
| 1813년 | 3월 29일      | 멕시코 독립전쟁 도중 멕시코와 미합중국의 필리버스터가 공동원정대를 꾸려(구티에레스-마지 원정대) 에스파냐령 텍사스 깊숙히 침투한다. 이 공동원정대는 산안토니오데베하르 외곽에서 왕당파 군대를 쳐부순다(로실로 냇물 전투). 텍사스 지사 마누엘 마리아 데 살케도는 5일 뒤 붙잡혀 처형된다.                          |
| 1817년 | 12월 25일     | 오늘날의 아칸소주에 스미스 요새가 건설되기 시작했다. |
| 1818년 | 10월 20일     | 1818년 조약에서 동쪽으로는 우즈호, 서쪽으로는 로키산맥에 이르는 북위 49도선을 미합중국과 영국령 북아메리카(현 캐나다)의 경계로 삼기로 합의했다. |
| 1819년 | 3월 2읽       | 아칸소 준주가 편성됐다. |
| 1819년 | 9월 17일      | 미주리강을 따라 요새들을 축성할 목적으로 헨리 앳킨슨 대령과 스티븐 해리먼 롱 소령이 인솔하는 육군 원정대가 출발(옐로스톤 원정대), 외륜증기선을 타고 미주리강 서안(오늘날의 내브래스카)의 카운실블러프에 도달했다. 원정대는 그 일대의 첫 육군기지인 앳킨슨 요새를 축성하고 거기서 겨울을 나지만 봄에 와해되었다. |

## 1820년대

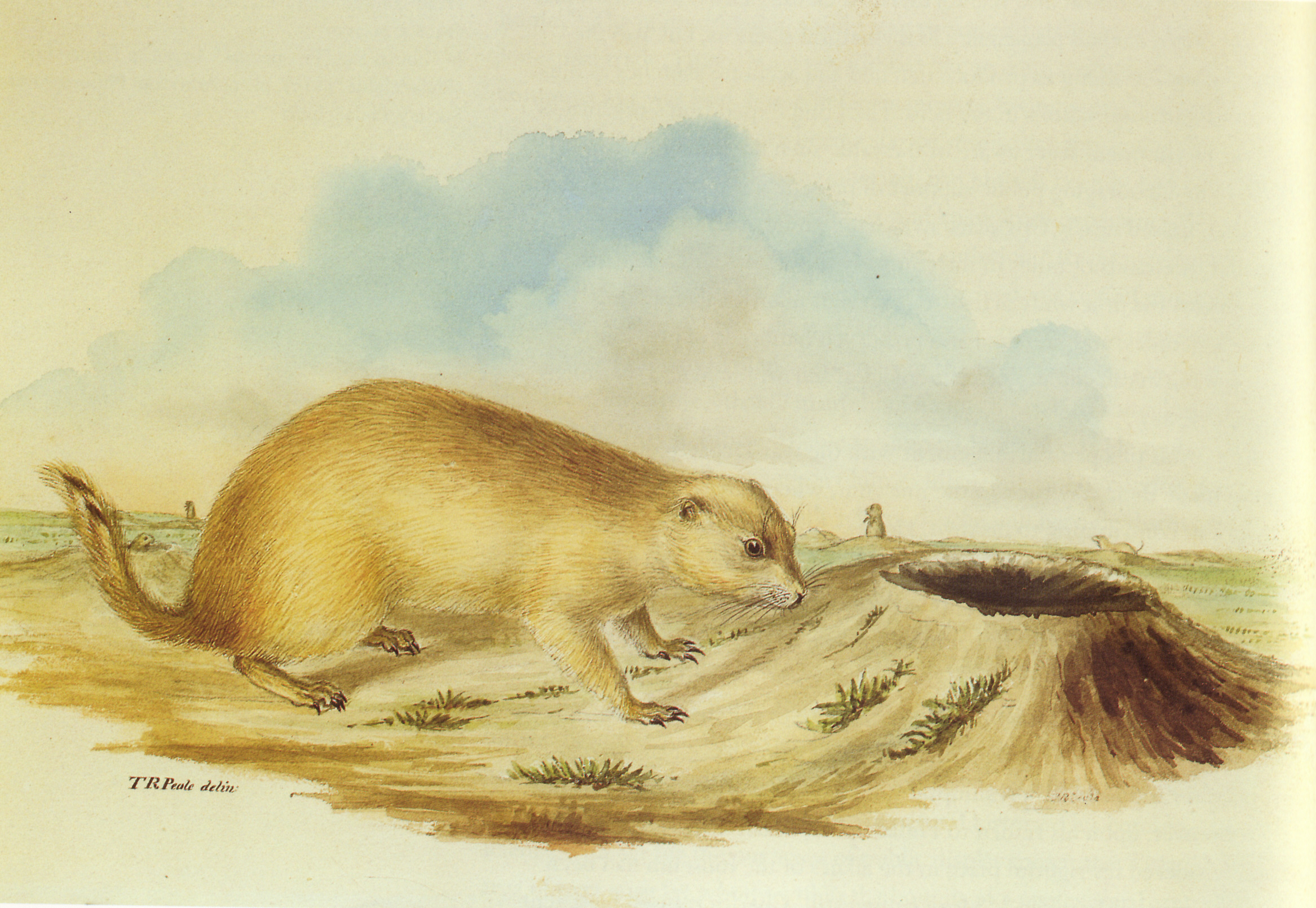
1819년경-1821년경에 티티안 램지 필이 그린 프레리도그.

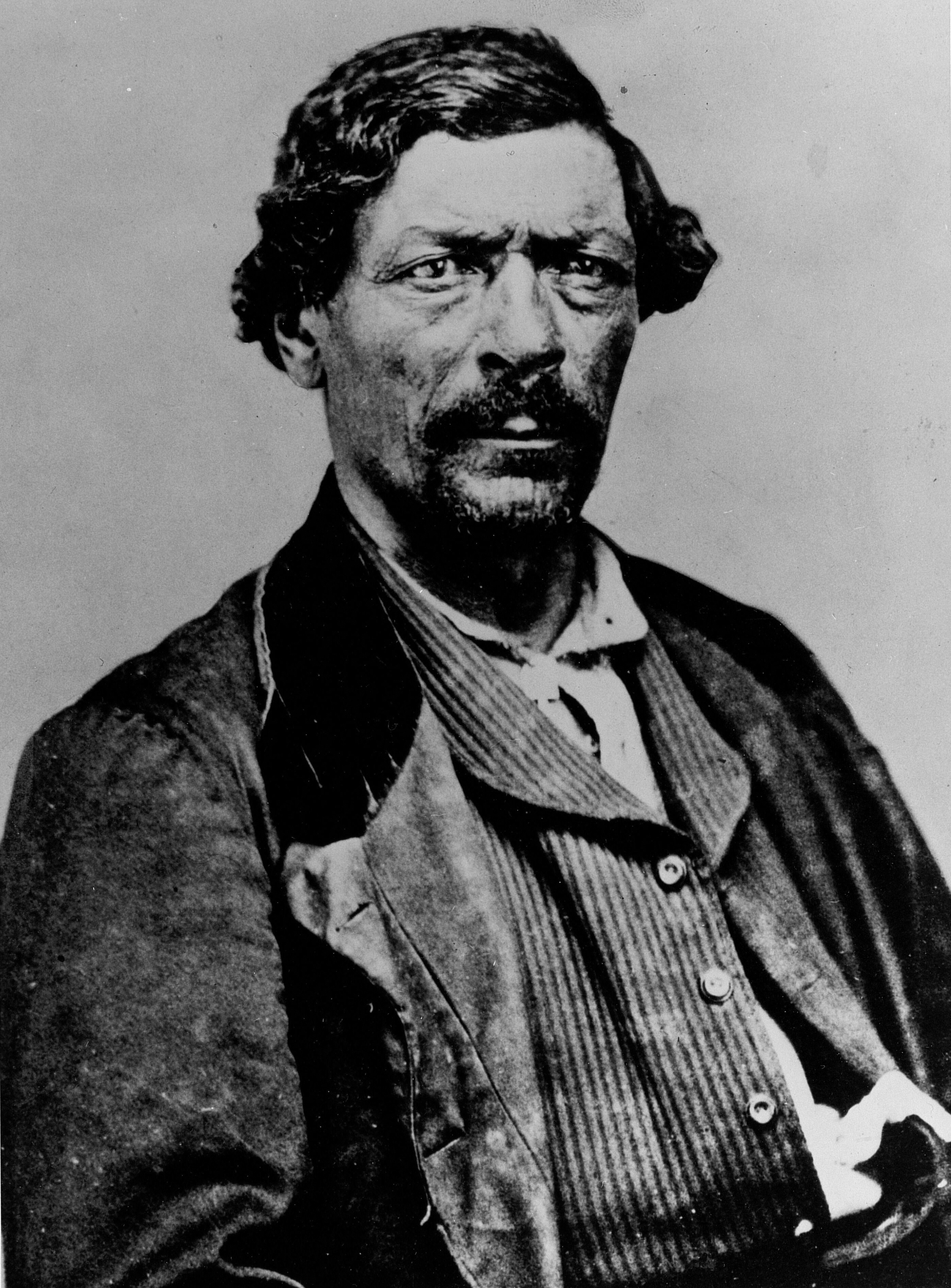
짐 벡워스.

| 년     | 월일     | 사건 |
| ------ | -------- | --- |
| 1820년 | 3월 5일  | 미합중국 의회에서 미주리 타협안을 통과시켰다. 북위 36도 30분 이북과 미시시피강 이서의 준주에서 노예제를 금지하는 대신 새로 승격하는 미주리주는 예외로 두었다. 미주리주가 노예주가 된 대신 매사추세츠주에서 메인주를 분리하여 자유주로 삼아 노예주와 자유주의 숫자를 맞추었다. 헨리 클레이가 고안한 이 타협안은 서부에서의 노예제 문제에 대한 표지적 사건이었다. |
| 1820년 | 5월      | 스티븐 해리먼 롱 소령이 이끄는 과학원정대가 플랫강을 거슬러올라가 아칸소강과 캐나다강을 거쳐 오늘날의 아칸소주 포트스미스에 도착한다. 최초로 예술가와 과학자들을 데려간 서부 원정대로서, 새뮤얼 세이무어, 티티안 램지 필, 에드윈 제임스 등이 동행했다. 롱의 보고서는 1823년 제출되어 대평원을 "대사막(Great American Desert)"으로 여기게 되는 풍조를 만들었다.  |
| 1821년 | 2월 22일 | 애덤스-오니스 조약이 조인된지 정확히 2년만에 효력을 발휘하기 시작. 누에바에스파냐와 미합중국의 국경을 재정의하고 루이지애나 매입으로 얻은 영토와 오리건 컨트리에 대한 영유권을 확고히 했다. |
| 1821년 | 8월 10일 | 미주리주가 미합중국의 24번째 주로 승격되었다. |
| 1821년 | 8월 24일 | 에스파냐 국왕 페르난도 7세가 멕시코의 독립을 인정했다(코르도바 조약). 이로써 멕시코 독립전쟁이 끝났다. |
| 1821년 | 9월 1일  | 윌리엄 베크넬과 한 무리의 상인들이 미주리주 뉴프랭클린에서 뉴멕시코 산타페로 향했다. 베크넬이 개척한 길은 산타페 가도가 되었다. |
| 1822년 | 3월 6일  | 윌리엄 핸리 애슐리와 앤드루 헨리가 『미주리 리퍼블리컨』지에 미주리강 상류에서 모피 덫사냥을 할 젊은 남자 100명을 모집한다고 광고를 냈다. 이렇게 모인 "애슐리의 백인대"에 속한 제데디아 스미스, 짐 브리저, 휴 글래스, 짐 벡워스 등은 유명한 탐험가 겸 산사람으로 명성을 얻는다.                                                                                 |
| 1824년 | 4월 17일 | 1824년 러시아-미국 조약이 조인, 러시아 제국이 북위 54도 40분 이남에 대한 영유권 주장을 공식 포기했다. |
| 1824년 | 4월 21일 | 그랜드강과 아칸소강이 합류하는 지점(오늘날 오클라호마주에 속함)에 깁슨 요새가 세워졌다. |
| 1824년 | 7월 7일  | 멕시코 코아우일라이테하스주에 스티븐 풀러 오스틴이 식민지를 세우고 297명의 미국인 개척민들이 유입되다. 이들을 "오래된 300명"이라고 한다. 이들은 멕시코령 텍사스에 처음 유입된 미국인 정착민들로서, 새로 개정된 멕시코 법률에 따라 적법한 이민자였다. |
| 1827년 | 3월 29일 | 미주리에 인디펜던스읍이 세워졌다. 이 동네는 이후 서부로 떠나는 개척민들이 주로 출발하는 기점이 된다. |
| 1827년 | 5월 8일  | 헨리 리븐워스 대령이 리틀플래트강과 미주리강이 합류하는 지점(오늘날 캔자스주에 속함)에 숙영지(리븐워스 요새)를 세웠다. |
| 1828년 | 7월 14일 | 덫사냥꾼, 탐험가, 산사람인 제데디아 스미스와 그 무리가 오리건에서 움프쿠아인들에게 공격당했다. 스미스를 비롯해 4명만 생존했다. |
| 1829년 | 11월 7일 | 안토니오 아르미조가 이끄는 상단이 뉴멕시코 아비쿠이쿠이서 출발해 86일 뒤 캘리포니아의 산가브리엘에 도달하는 데 성공, 최초로 올드 스패니시 가도를 완주했다. |

## 1830년대

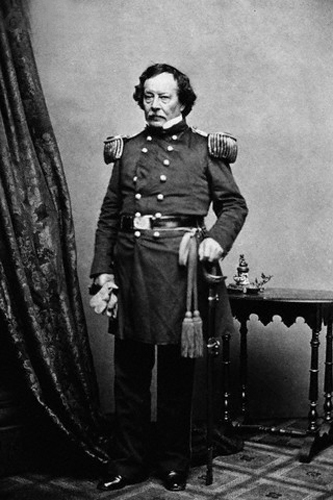
벤저민 보네빌.

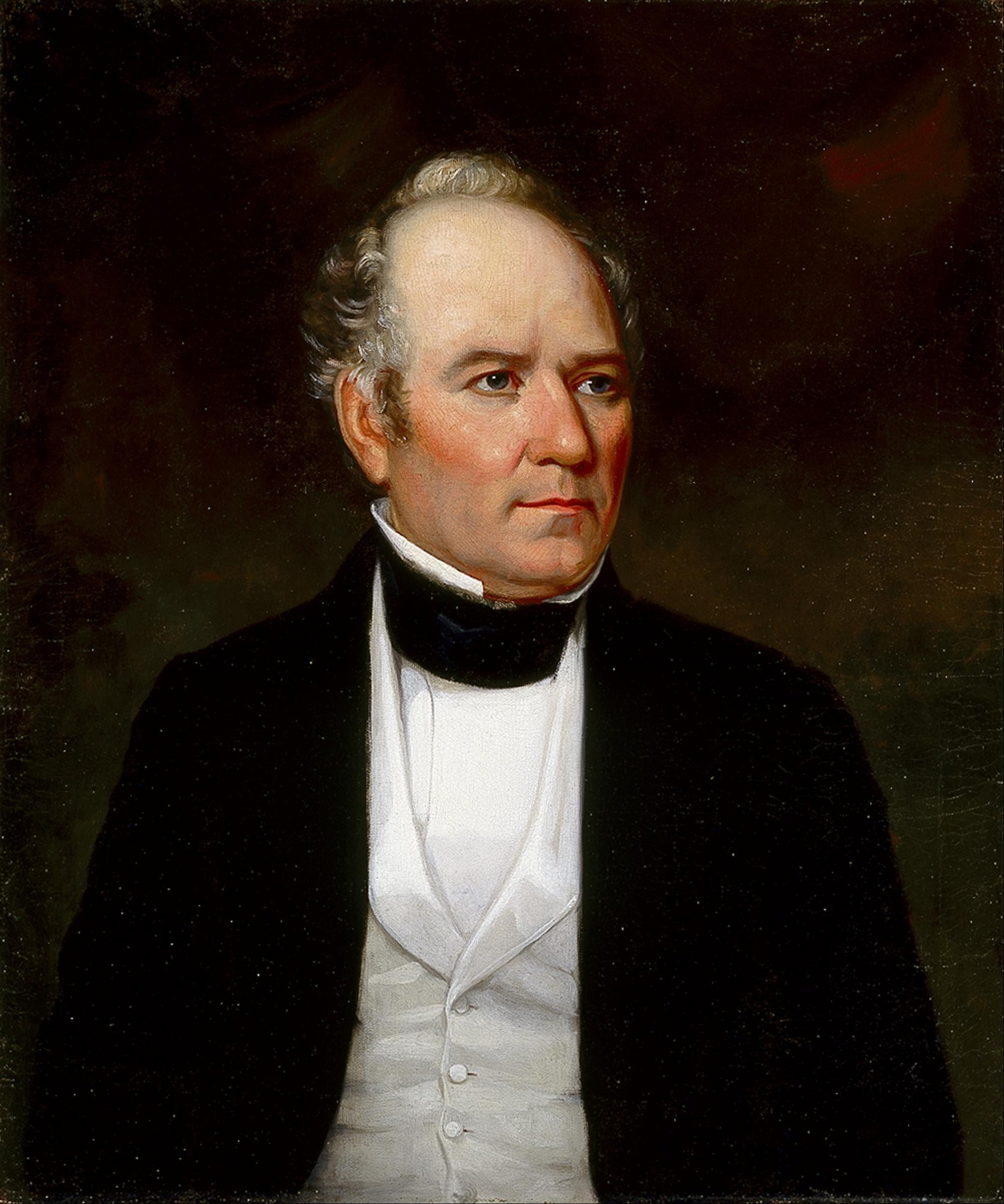
샘 휴스턴.

| 년     | 월일          | 사건 |
| ------ | ------------- | --- |
| 1830년 | 4월 6일       | 멕시코 제1공화국 정부에서 1830년 4월 6일법을 통과시켰다. 미국산 물건의 멕시코 관세를 높이고, 미국인이 더 이상 텍사스로 이주해 오는 것을 금지했다.                                                                                 |
| 1830년 | 5월 28일      | 미합중국 대통령 앤드루 잭슨이 인디언 이주법에 서명. 미국 남동부에 살던 원주민 부족들을 인디언 준주(오늘날의 오클라호마)로 강제이주시킬 수 있는 권한을 정부에 부여했다.                                                            |
| 1831년 |               | 멕시코가 애덤스-오니스 조약에서 정한 미국과의 국경을 비준했다. |
| 1832년 | 5월           | 미주리에서 남자 110명으로 구성된 보네빌 원정대가 출발했다. 이후 2년간 오늘날의 와이오밍주, 아이다호주, 오리건주, 워싱턴주 일대의 주요 수계를 탐사하고 캘리포니아와 통하는 영구적인 육로를 닦았다. 이 길이 캘리포니아 가도가 된다. |
| 1832년 | 6월 25일-26일 | 존 오스틴이 이끄는 텍사스 미국인들이 반란을 일으켜 도밍고 데 우가르테체아 대령이 지키던 벨라스코 요새를 점거했다. 텍사스의 미국계 이민자들과 멕시코 연방정부 사이의 첫 군사충돌이 이 사건이었다.                                  |
| 1832년 | 7월 17일      | 매년 열리는 로키산맥 랑데부에 참석한 덫사냥꾼들이 현지 원주민들과 충돌했다(피에르스홀 전투). |
| 1833년 | 봄            | 윌리엄 벤트가 아칸소강 북안에 산타페 가도를 따라 벤트 요새를 세웠다. |
| 1834년 |               | 윌리엄 서블렛이 오늘날의 와이오밍주 동부에 모피 사무역 거점으로 라라미 요새를 세웠다. |
| 1834년 | 7월 31일      | 오늘날의 아이다호 스네이크강 강변에 홀 요새가 세워졌다. |
| 1835년 | 봄            | 루이 바스케스와 앤드루 서블렛이 사우스플래트강 강변(오늘날의 덴버 동북쪽 35 마일 지점)에 바스케스 요새를 세웠다. |
| 1835년 | 10월 2일      | 텍사스 혁명이 개시되었다. 텍사스 민병대가 멕시코 연방군으로부터 방어전에서 승리했다(곤살레스 전투). |
| 1835년 | 10월 23일     | 1824년 멕시코 헌법이 폐지됨과 동시에 연방제가 폐지되고 안토니오 로페스 데 산타 안나 대통령이 권력을 독점하는 중앙집권체제가 된다(멕시코 중앙집권공화국). 이로 인해 텍사스의 미국계 이민자들은 멕시코에 대한 민심이 더욱 이반된다. |
| 1835년 | 12월 10일     | 2개월간의 베하르 공성전 결과 텍사스의 마지막 멕시코 주둔군이 항복했다. 산타 안나 대통령은 즉시 반격을 개시하여 산안토니오를 탈환했다.                                                                                             |
| 1836년 | 2월 25일      | 새뮤얼 콜트가 "회전식 총"을 발명, 특허를 출원했다. 이후 콜트사에서 만든 화기는 서부에서 널리 사용된다. |
| 1836년 | 3월 6일       | 산타 안나 대통령이 친정하는 멕시코군이 알라모 전투에서 승리하여 산안토니오 알라모 전도소에서 200명 이상의 텍사스인을 학살했다. 제임스 부이와 데이비 크로켓도 이때 피살되었다.                                                     |
| 1836년 | 3월 27일      | 포로로 잡힌 텍사스군 450명 이상이 멕시코군에게 처형되었다(골라드 학살). |
| 1836년 | 4월 21일      | 샘 휴스턴 장군의 지휘를 받는 텍사스군이 멕시코군을 습격하였고, 이 전투에서 텍사스군이 승리한다(샌재신토 전투). |
| 1836년 | 5월 2일       | 텍사스 독립선언 발표. 텍사스 공화국이 멕시코로부터 독립했다. 5월 14일, 텍사스 공화국은 포로로 잡힌 산타 안나에게 강요하여 벨라스코 조약을 조인받지만 멕시코 측에서는 이를 비준하지 않았다.                                        |
| 1836년 | 6월 15일      | 아칸소주가 미합중국의 25번째 주로 승격하였다. |
| 1837년 | 2월 15일      | 플래트 매입이 승인되었다. 미주리강 동안의 인디언 땅 3,000 평방마일이 미주리주로 넘어간다. 이는 [[미주리 타협]안에 정면으로 위배되는 것이었다.                                                                                     |
| 1838년 | 8월-11월      | 미주리주 캔자스시티 근교에서 농촌 지주들과 모르몬교도 이주민들이 충돌했다(모르몬 전쟁). 그 결과 모르몬교도들은 모두 미주리에서 일리노이로 쫓겨났다.                                                                               |
| 1839년 | 7월 15일-16일 | 텍사스-인디언 전쟁: 텍사스 공화국 민병대가 체로키인 및 델라웨어인 인디언들에게서 결정적 승리를 거웠다(네체스 전투). |

## 1840년대

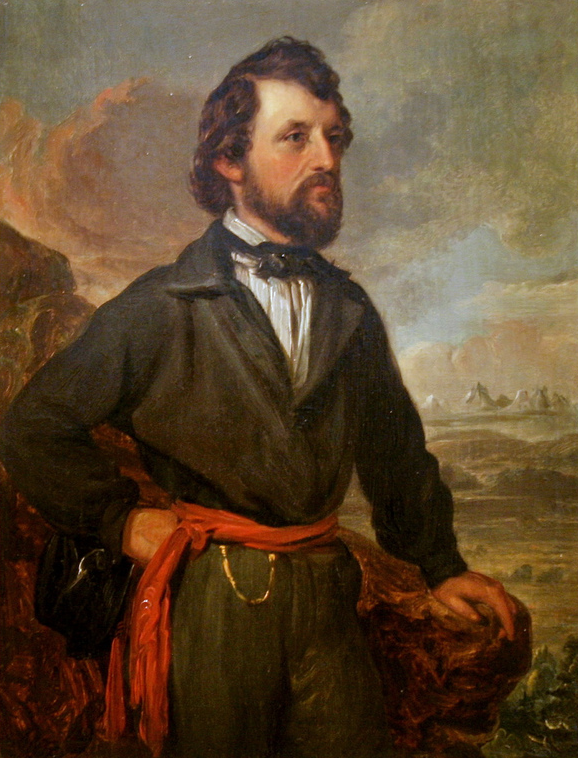
존 찰스 프레먼트

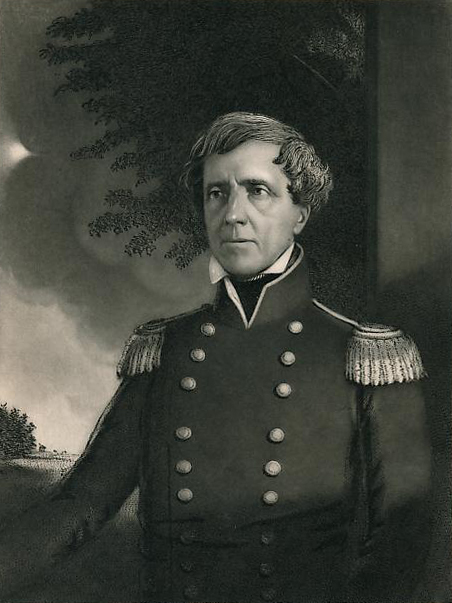
스티븐 와츠 카니

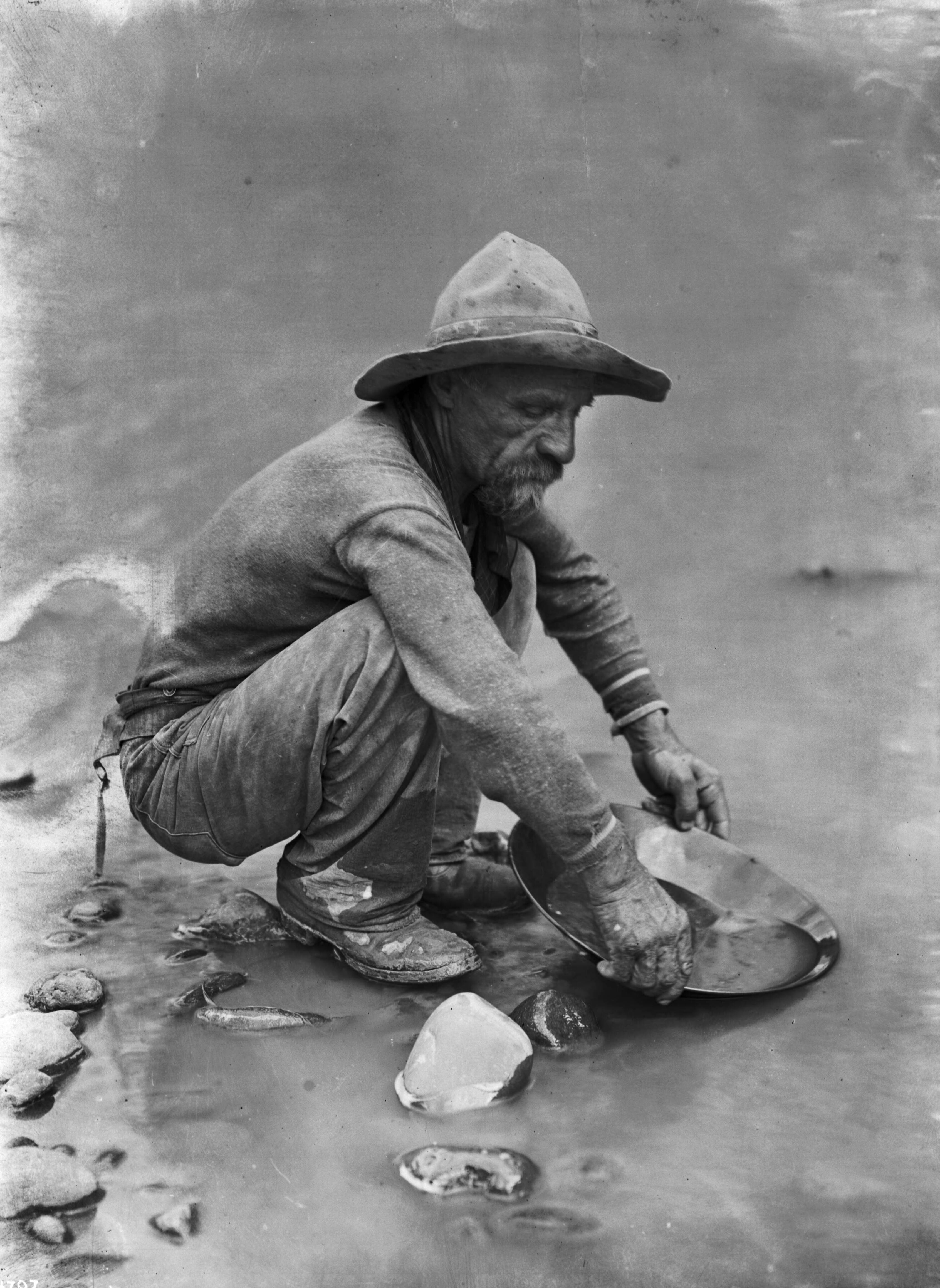
캘리포니아에서 선광하는 49년 세대 선광민.

| 년     | 월일              | 사건 |
| ------ | ----------------- | --- |
| 1840년 | 3월 19일          | 평의회관의 학살: 포로교환 및 평화회담을 위해 찾아온 코만치인 군장과 전사 33인이 텍사스 민병대에게 피살당했다. |
| 1840년 | 4월 1일           | 아이오와 준주의 강변 읍락 벨레뷰에서 정치적 경쟁이 총격전으로 비화하여 일곱 명이 사망했다(벨레뷰 전쟁). |
| 1841년 | 6월 18일          | 스위스계 개척민 존 서터가 멕시코령 상칼리포르니아의 새크라맨토강과 아메리칸강이 합류하는 지점의 면적 50,000 에이커의 토지를 불하받았다. 서터는 이 식민지에 자기 출신국의 이름을 따 "뉴 헬베티아"라는 이름을 붙였다. 12월, 서터는 로스 요새의 러시아 정착지를 매입하고 그 자재를 사용해 새 요새를 지었다. 이것이 오늘날의 새크라맨토의 기원이 되었다. |
| 1842년 | 3월 5일           | 라파엘 바스케스가 지휘하는 멕시코군이 텍사스를 침공하여 산안토니오를 점령했지만 이틀 뒤 리오그란데강 너머로 패퇴하였다. |
| 1842년 | 9월 18일          | 매튜 콜드웰이 지휘하는 텍사스 레인저가 아드리앙 볼이 지휘하는 멕시코군의 마지막 텍사스 침공 시도를 격퇴하였다(살라도 개울 전투). 한편 볼군의 후미를 노리던 텍사스군 1개 중대는 포위되어 전멸하였다(도슨 학살). |
| 1842년 | 12월 25일–26일    | 텍사스 민병대가 멕시코 국경의 시우다드미에르를 침공하였다(미에르 원정). 수적으로 불리해진 텍사스군은 항복했고, 200명 이상이 포로로 잡혔다. |
| 1843년 | 3월 25일          | 멕시코군이 미에르에서 포로로 잡힌 텍사스군 중 17명을 무작위로 뽑아 처형했다. |
| 1843년 | 5월 2일           | 섐푸이 회동으로 오리건 컨트리 최초의 백인 정부인 오리건 임시정부가 수립되었다. |
| 1843년 | 8월-11월          | 전도사 마커스 휘트먼이 오리건 가도를 최초로 완주하면서 이후 오리건 이주민들의 길이 열렸다. |
| 1844년 |                   | 오리건 가도의 서쪽 종착지인 오리건시가 로키산맥 이서의 최초의 미국 도시가 되었다. |
| 1844년 | 11월 25일         | 스티븐-타운센드-머피 파티가 캘리포니아 가도를 따라 최초로 시에라네바다산맥을 횡단하였다. |
| 1845년 | 6월 1일           | 존 찰스 프레먼트의 3차 원정대가 세인트루이스를 출발하다. 원정대원은 55명이고 킷 카슨이 길잡이로 참여하다. 원래 목표는 아칸소강의 수원지를 찾는 것이었지만 서쪽으로 계속 가서 새크라맨토 계곡까지 도달하였다. |
| 1845년 | 6월 23일          | 텍사스 공화국에서 미합중국 의회의 텍사스 합병 결의안을 수용하였다. 그러나 멕시코는 이 합병을 인정하지 않았다. |
| 1845년 | 7월               | 『데모크라틱 리뷰』지면에 실린 텍사스 합병을 촉구하는 존 오설리번의 기고문에서 “명백한 운명”이라는 말이 처음으로 등장하였다. 당대에는 별로 널리 퍼진 말이 아니었지만, 나중에 오설리번이 오리건 컨트리에 대해서 같은 말을 또 쓰면서 인구에 회자되기 시작했다.                                                                                         |
| 1845년 | 12월 19일         | 오리건 임시입법부에서 "채찍법"을 통과시켜, 흑인의 오리건 거주를 금지하였다. |
| 1845년 | 12월 29일         | 미합중국이 텍사스 공화국을 노예주 텍사스주로 받아들였다. 텍사스와 멕시코의 국경은 아직 확정되지 않았다. |
| 1846년 | 2월 5일           | 『오리건 스펙테이터』가 로키산맥 이서 최초의 미국 신문으로서 발행되었다. |
| 1846년 | 4월 25일          | 텍사스주 브라운스빌 근교 리오그란데강 강변에서 멕시코-미국 전쟁의 첫 산병전이 치러졌다(손턴 사건). |
| 1846년 | 5월 13일          | 미합중국 대통령 제임스 포크가 멕시코에 선전포고를 하였다. 이로써 멕시코-미국 전쟁이 공식적으로 개전하였다. |
| 1846년 | 6월 14일          | 상칼리포르니아 북부에서 윌리엄 브라운 아이드가 이끄는 반란군이 멕시코군으로부터 소노라 병영을 탈취하고 독립을 선언하였다(캘리포니아 공화국). 이 단명 공화국은 25일간 지속된 뒤 미군의 통제로 넘어갔다(캘리포니아 정복). |
| 1846년 | 6월 15일          | 오리건 조약: 수십년간 지속된 오리건 문제가 1818년 조약에서 정한 북위 49도선 국경선을 태평양까지 연장하는 것으로 해결되었다. 다만, 밴쿠버섬은 섬 전체가 영국령으로 남았다. |
| 1846년 | 8월 15일          | 스티븐 와츠 카니 장군이 지휘하는 미군이 거의 미미한 피해를 입고 산타페를 점령하였다. |
| 1846년 | 12월 6일–12월 7일 | 카니의 서부군이 샌디에이고 동쪽에서 멕시코 창기병들과 교전하였다(산파스칼 전투). |
| 1846년 | 12월 25일         | 알렉산더 윌리엄 도니판 대령이 지휘하는 미군이 엘브라시토 전투에서 멕시코 정규군을 격파하였다. |
| 1846년 | 12월 28일         | 아이오와주가 미합중국의 29번째 주로 승격하였다. |
| 1847년 | 1월 19일          | 타오스 반란 와중 뉴멕시코 준주지사 찰스 벤트가 암살당하고 시체의 머릿가죽이 벗겨졌다. |
| 1847년 | 2월               | 눈에 갇혀 시에라네바다산맥 산중에 3개월 이상 고립된 도너 파티의 생존자를 구출하기 위한 구호물품이 도착하였다. |
| 1847년 | 7월 24일          | 브링엄 영과 그의 모르몬교도 전위대가 오늘날의 유타 솔트레이크 계곡에 도착하다. |
| 1847년 | 11월 29일         | 마커스 휘트먼, 나시사 휘트먼 등 15명의 오리건 전도사들과 다른 백인 54명이 카이유스인 인디언들에게 살해되었다(휘트먼 학살). 이 사건은 카이유스 전쟁으로 비화하다. |
| 1848년 | 1월 24일          | 제임스 윌슨 마셜이 캘리포니아 콜로마 근교 서터 제재소에서 금을 발견하였다. 캘리포니아 골드 러시의 시작. |
| 1848년 | 2월 2일           | 미합중국과 멕시코가 과달루페이달고 조약에 조인했다. 멕시코-미국 전쟁이 종전되었다. 미국은 캘리포니아를 비롯해 거대한 멕시코 할양지를 얻었고, 텍사스와 멕시코의 국경을 리오그란데강으로 확정했다. |
| 1849년 | 2월 28일          | SS 캘리포니아가 샌프란시스코에 입항, 미국의 동해안과 서해안 사이에 정기 증기선이 운행을 개시하였다. |

## 1850년대

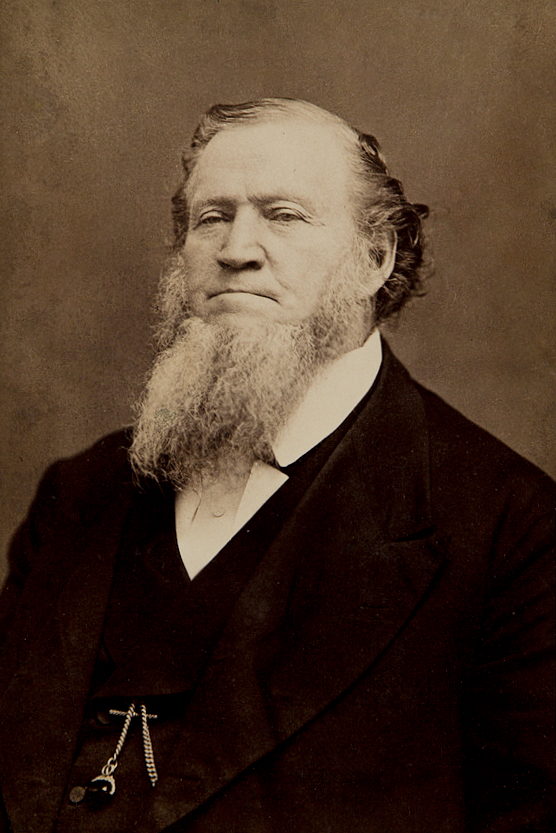
브링엄 영

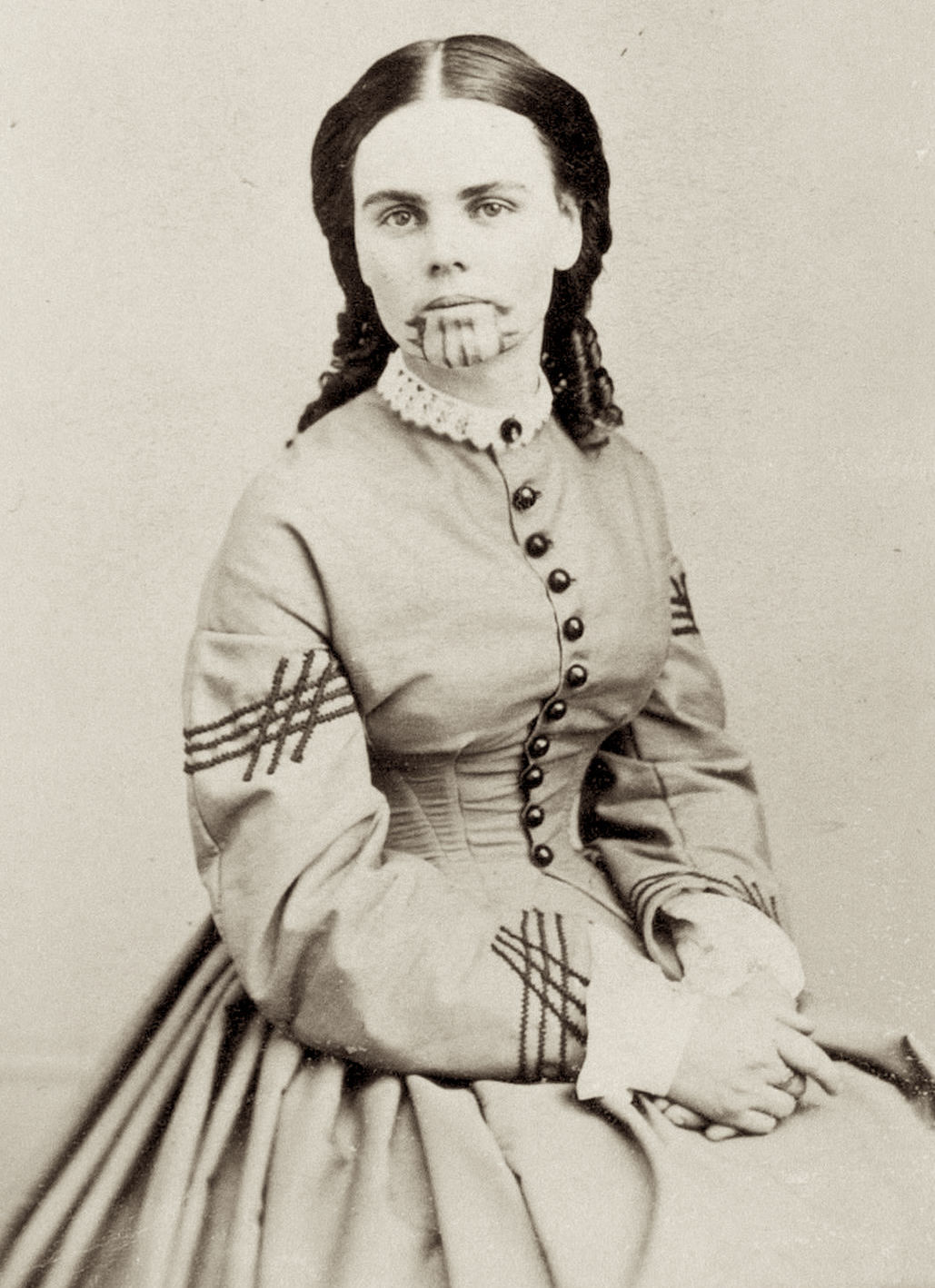
올리브 오트먼

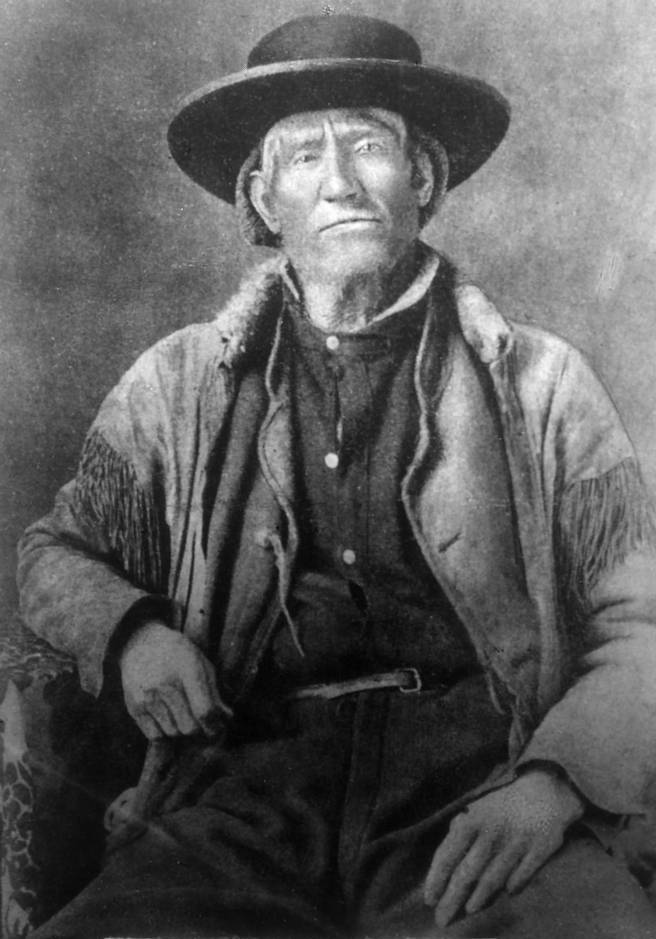
짐 브리저

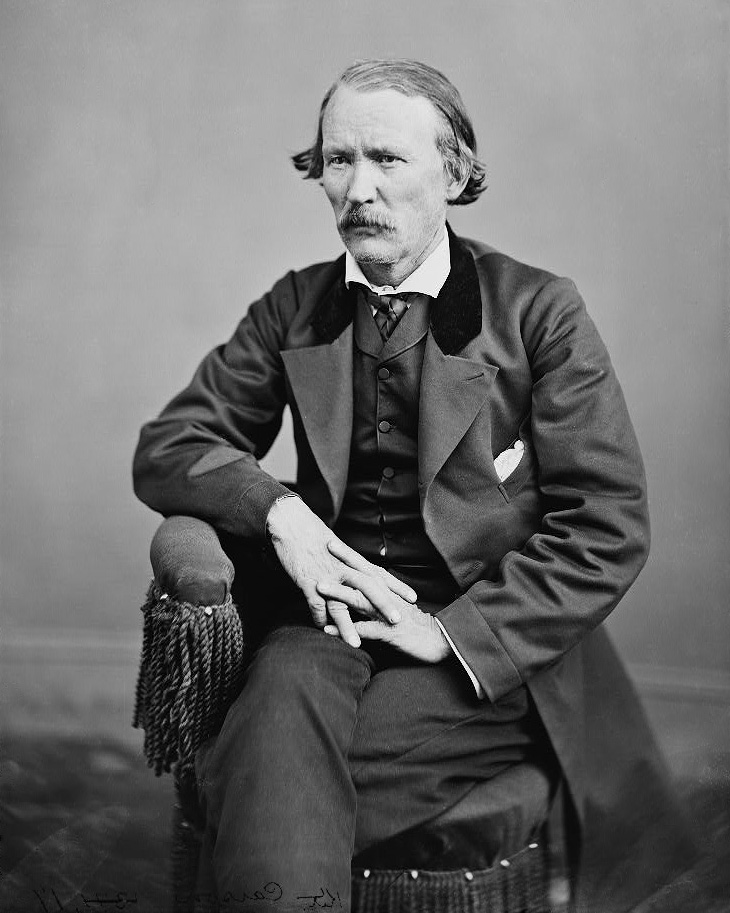
킷 카슨

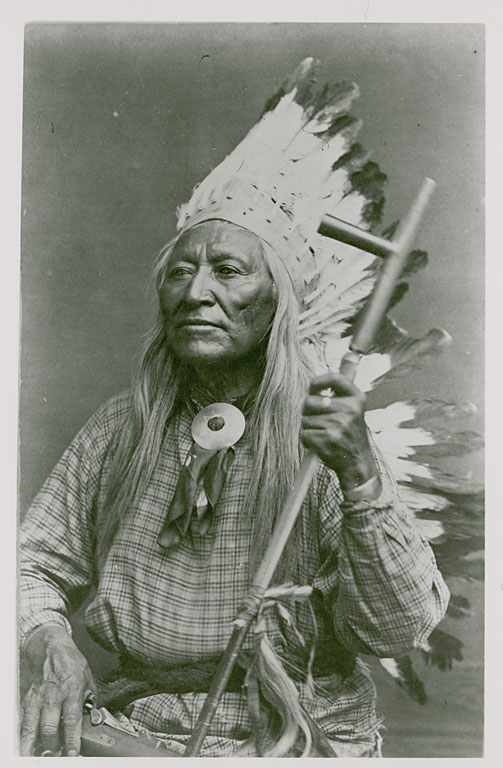
와샤키에

| 년     | 월일                                                              | 사건 |
| ------ | ----------------------------------------------------------------- | --- |
| 1850년 | 1월 29일                                                          | 서부의 준주들에서 노예제를 어떻게 할 것인지 문제를 해결하기 위해 헨리 클레이가 1850년 타협안을 내놓다. |
| 1850년 | 2월                                                               | 핑커톤 탐정사무소가 창업하다. |
| 1850년 | 2월 8일-10일                                                      | 브링엄 영이 지휘하는 나우부 군단이 유타 요새 근처의 팀파노고스인 인디언들을 공격하다(유타 요새 전투). |
| 1850년 | 4월 4일                                                           | 캘리포니아에 로스앤젤레스시가 세워지다. |
| 1850년 | 4월 15일                                                          | 캘리포니아에 샌프란시스코시가 세워지다. |
| 1850년 | 4월 16일                                                          | 캘리포니아 준주 정부가 콜로라도강 강변의 적대적인 퀘찬인 인디언들을 공격하기 위한 원정대를 파견하다(힐라 원정). 이 원정은 그해 초의 글랜턴 학살에 대한 보복 성격을 가지고 있었으며, 유마 전쟁으로 비화된다. |
| 1850년 | 6월 3일                                                           | 휘트먼 학살의 책임을 물어 카이유스 부족민 다섯 명이 오리건시에서 교수형에 처해지다. |
| 1850년 | 9월 9일                                                           | 캘리포니아주가 미합중국의 31번째 주로 승격되다. |
| 1850년 | 9월 9일                                                           | 의회 명령으로 뉴멕시코 준주와 유타 준주가 신설되다. |
| 1850년 | 9월 27일                                                          | 오리건 준주에 최초 개척민 이주를 진흥하려는 목적으로 만든 무상토지요구법이 효력을 발휘하기 시작하다. |
| 1850년 | 9월 29일                                                          | 미합중국 대통령 밀러드 필모어가 브링엄 영을 유타 준주 초대 지사로 임명하다. |
| 1851년 |                                                                   | “서부로 가라 젊은이여”라는 문장이 인디애나주의 신문 『테르 오트 익스프레스』 사설에 처음 등장했다. 이후 『뉴욕 트리뷴』의 호레이스 그릴리가 이 문장을 대중화시켰다. |
| 1851년 | 웨스턴 유니온의 전신인 뉴욕-미시시피계곡 인쇄전신회사가 창업하다. | |
| 1851년 | 1월 23일                                                          | 오리건 준주에 새로 세워진 도시 이름을 매사추세츠주 보스턴에서 따올지 메인주 포틀랜드에서 따올지 동전을 던져서 포틀랜드로 결정되다. |
| 1851년 | 2월 18일                                                          | 남쪽 경로로 캘리포니아로 향하던 개척민 가족 브루스테라이트(Brewsterite) 집안이 힐라강 강변(오늘날 애리조나주에 속한 곳)에서 인디언들에게 살해되다. 열세살 먹은 딸 올리브와 여덟 살 먹은 여동생 매리앤 자매는 인디언들에게 잡혀가 노예가 되다.                                                                        |
| 1851년 | 2월 27일                                                          | 미합중국 의회에서 인디언 전용법을 통과시키다. 이로써 서부의 원주민들을 연방정부에서 포위, 보호하는 영구적인 보호구역으로 이주시키기 위한 자금이 전용되었다. |
| 1851년 | 3월 27일                                                          | 제임스 D. 새비지가 지휘하는 마리포사 대대가 백인으로서 처음으로 요세미티 계곡에 진입하다. |
| 1851년 | 7월 26일                                                          | 뉴멕시코 준주에 유니온 요새가 세워지다. |
| 1851년 | 9월 17일                                                          | 미합중국 정부와 대평원 지역의 10개 원주민 부족(라코타인, 크로우인, 샤이엔인 등)의 대표자들 사이에 라라미 요새 조약이 협상되다. 원주민 측은 백인들이 서쪽으로 안전하게 이주할 수 있게 길을 내어주고 자신들의 땅에 도로와 요새들이 지어지는 것에 동의하는 대가로 50년간 연금 50,000 불을 받기로 했다.                  |
| 1851년 | 11월 13일                                                         | 데니 파티가 알키포인트에 상륙했다. 이들의 정착지가 오늘날의 시애틀이 된다. |
| 1852년 | 3월 18일                                                          | 캘리포니아에 배달 및 은행 용역을 제공하는 업체로서 웰스 파고가 창업되었다. |
| 1853년 | 3월                                                               | 리바이 스트라우스가 샌프란시스코에 도착, 골드 러시 광부들에게 생필품을 파는 가게를 열었다. |
| 1853년 | 3월 2일                                                           | 오리건 준주의 일부를 분할하여 워싱턴 준주가 만들어지다. |
| 1853년 | 6월 27일                                                          | 오늘날의 캔자스주에 라일리 요새가 세워지다. |
| 1853년 | 7월 13일                                                          | 홈스 v. 포드 판례. 오리건 준주 대법원에서 노예제는 오리건 준주에서 불법임을 재확인하다. 이로써 오리건에서는 노예제 옹호론이 완전히 분쇄되다. |
| 1853년 | 10월 26일                                                         | 유타 세이비어호 근교에서 파이우트인 인디언들이 미육군 대위 존 윌리엄스 거니슨과 그 부대원들(37명) 및 철도 측량사들을 공격하다. |
| 1853년 | 12월 30일                                                         | 미합중국과 멕시코가 개즈던 매입에 합의하다. 이로써 오늘날의 애리조나와 뉴멕시코 남부 지역이 미국령이 되다. |
| 1854년 | 2월 13일                                                          | 멕시코 육군이 윌리엄 워커와 그의 용병단을 소노라로 쫓아내다. |
| 1854년 | 2월 14일                                                          | 루이지애나주 뉴올리언스와 텍사스주 마셜 간에 전신선이 부설되면서 텍사스가 다른 주들과 전신으로 연결되다. |
| 1854년 | 5월 30일                                                          | 캔자스-네브래스카법으로 캔자스 준주와 네브래스카 준주가 만들어지다. 새 준주의 노예주/자유주 여부를 주민들의 투표에 맡김으로써 1820년의 미주리 타협안은 완전히 휴짓조각이 되다. 노예제 옹호론자/폐지론자 양편은 각자 자기 편의 머릿수를 늘리고 상대편의 머릿수는 줄이려고 폭력(피의 캔자스)과 선거조작을 서슴지 않다. |
| 1854년 | 7월 4일                                                           | 네브래스카 준주에 오마하시가 세워지다. |
| 1854년 | 8월 19일                                                          | 그래턴 학살. 라코타 수족 군장 마트호 와유히가 미군에게 사살되자 그 보복으로 수족이 미군 병사 30명과 통역사를 죽이다. |
| 1854년 | 12월 19일                                                         | 멕시코-미국 전쟁 참전용사이자 금투기꾼 조너선 R. 데이비스가 리볼버 두 자루와 보위 나이프 한 자루만 가지고 무장한 무법자 11명을 죽이다. |
| 1855년 | 1월 23일                                                          | 미네소타 미니애폴리스에 미시시피강을 건너는 최초의 영구적인 교량이 세워지다. |
| 1855년 | 9월 2일-3일                                                       | 그래턴 학살에 대한 보복 목적으로 출정한 윌리엄 셀비 하니 준장의 미육군 분견대가 오늘날의 네브래스카 가든군 일대에서 와킹양 칙알라가 지휘하는 브룰레 라코타인 무리를 쳐부수다(애시할로우 전투). |
| 1856년 | 1월 26일                                                          | 퓨젓사운드 전쟁: 워싱턴 준주의 개척민 정착지를 원주민 동맹이 공격하다(시애틀 전투). |
| 1856년 | 2월 2일                                                           | 텍사스주에 댈러스시가 세워지다. |
| 1856년 | 5월 21일                                                          | 노예제 폐지론자 마을이었던 캔자스 준주 로렌스에 노예제 옹호론자 민병대가 쳐들어가 약탈하다(로렌스 약탈). |
| 1856년 | 5월 24일–25일                                                     | 로런스 약탈에 분개한 노예제 폐지론자 존 브라운이 보복으로 노예제 옹호론자 개척민 다섯 명을 토막살해하다(포타와토미 학살). 이후 피로 피를 씻는 보복들이 이어지며 20여 명이 죽다. |
| 1857년 | 4월 1일-9일                                                       | 제1차 멕시코 내전이 벌어지는 가운데, 전 캘리포니아 상원의원 헨리 알렉산더 크랩이 필리버스터를 끌고 소노라로 가서 멕시코 반군을 지원했다. 그러나 크랩의 필리버스터가 국경을 넘어왔을 시점에서는 도우려던 반군이 이미 격퇴된 뒤였고, 크랩의 부대는 몽땅 멕시코 정부군에 포로로 잡혀 총살되었다(크랩 학살).             |
| 1857년 | 9월 1일                                                           | 피마부테 전투: 오늘날의 애리조나 시에라에스트렐라에서 유마인-모하베인-아파치인-야바파이인 동맹과 마리코파인-피마인 동맹이 전투를 벌이다. 미주대륙에서 마지막으로 벌어진 원주민간의 전투였다. |
| 1857년 | 9월 11일                                                          | 유타 전쟁: 유타 준주를 지나가던 이주민 120여명이 모르몬교 민병대와 파이우트인 인디언 연합군에게 살해당하다(산목초지 학살). |
| 1858년 | 2월 19일                                                          | 니스콸리인의 군장 레샤이가 퓨젓사운드 전쟁 때 미군 대령을 죽였다는 누명을 쓰고 워싱턴 준주 정부에 의해 교수형에 처해지다. |
| 1858년 | 4월 19일                                                          | 양크턴 수족이 양크턴 조약에 조인하다. 이로써 오늘날의 사우스다코타 동부의 대부분이 미합중국에 넘어가다. |
| 1858년 | 5월 11일                                                          | 미네소타주가 미합중국의 32번째 주로 승격되다. |
| 1858년 | 5월 12일                                                          | 존 샐먼 포드가 지휘하는 텍사스 레인저와 친미파 인디언 동맹군이 코만치인 전사들과 교전하다(리틀로브 개울 전투). |
| 1858년 | 7월                                                               | 로키산맥의 지맥인 프런트산맥에서 금광이 터지다. 이후 3년간 100,000 명 가까운 사람들이 몰려들다. |
| 1859년 | 봄                                                                | 오늘날의 네바다에서 첫 은맥인 컴스톡 광맥이 터져서 사람들이 몰려오다. 그 결과 버지니아시, 골드힐 등의 도시가 새로 생겨나다. 이후 30여년간 네바다에서는 3억 2000만 불 상당의 금은이 채취되었으며, 조지 허스트나 보난자 킹스 같은 백만장자들이 배출된다.                                                               |
| 1859년 | 2월 14일                                                          | 오리건주가 미합중국의 33번째 주로 승격되다. |
| 1859년 | 9월 28일-30일                                                     | 멕시코의 민중영웅 후안 코르티나가 큰 무리를 끌고 와 텍사스주 브라운스빌의 통제권을 장악하다(제1차 코르티나 전쟁). 코르티나의 침공 동기는 텍사스 주정부의 멕시코계 주민에 대한 합법적 차별과 박해에 있었다. 코르티나는 이틀만에 물러갔지만, 이후 2년간 계속 미국에 저항한다.                                          |

## 1860년대

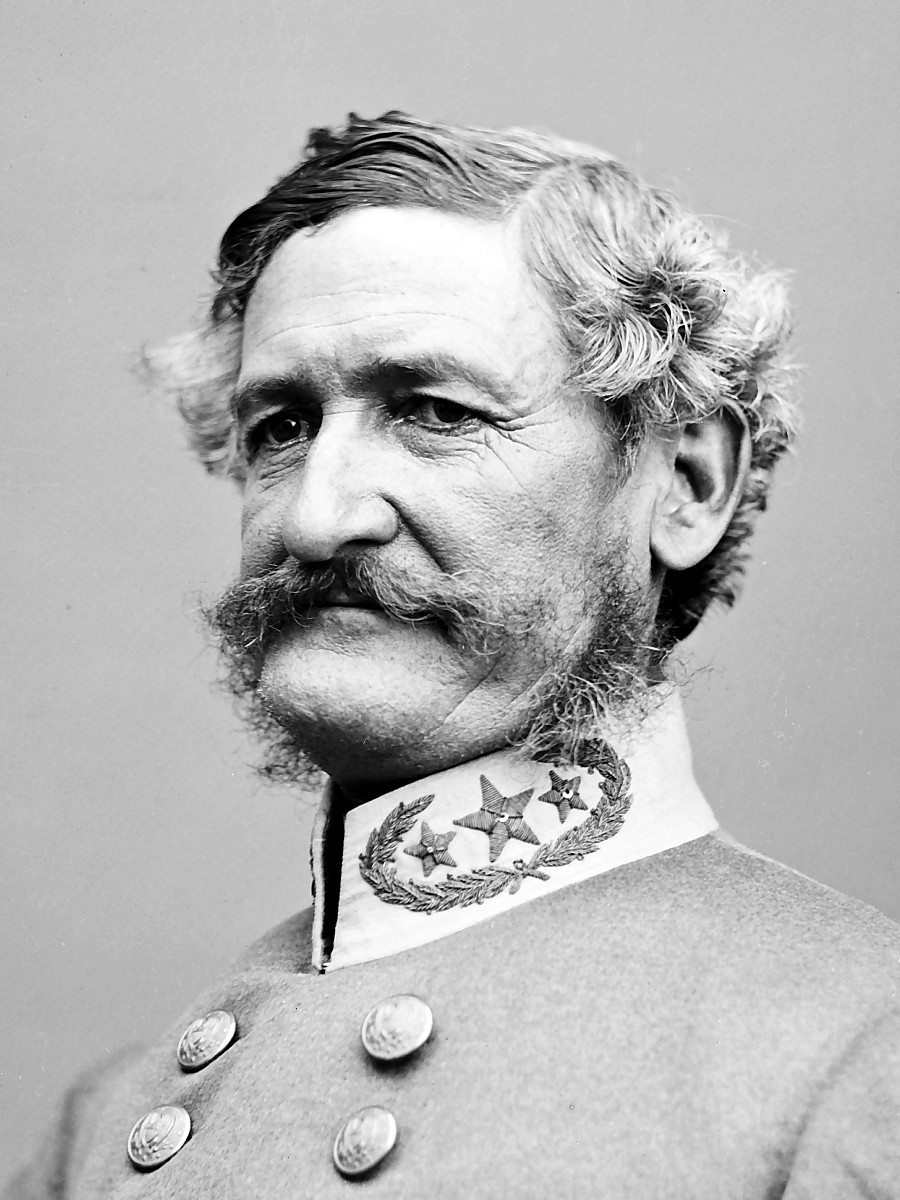
헨리 홉킨스 시블리.

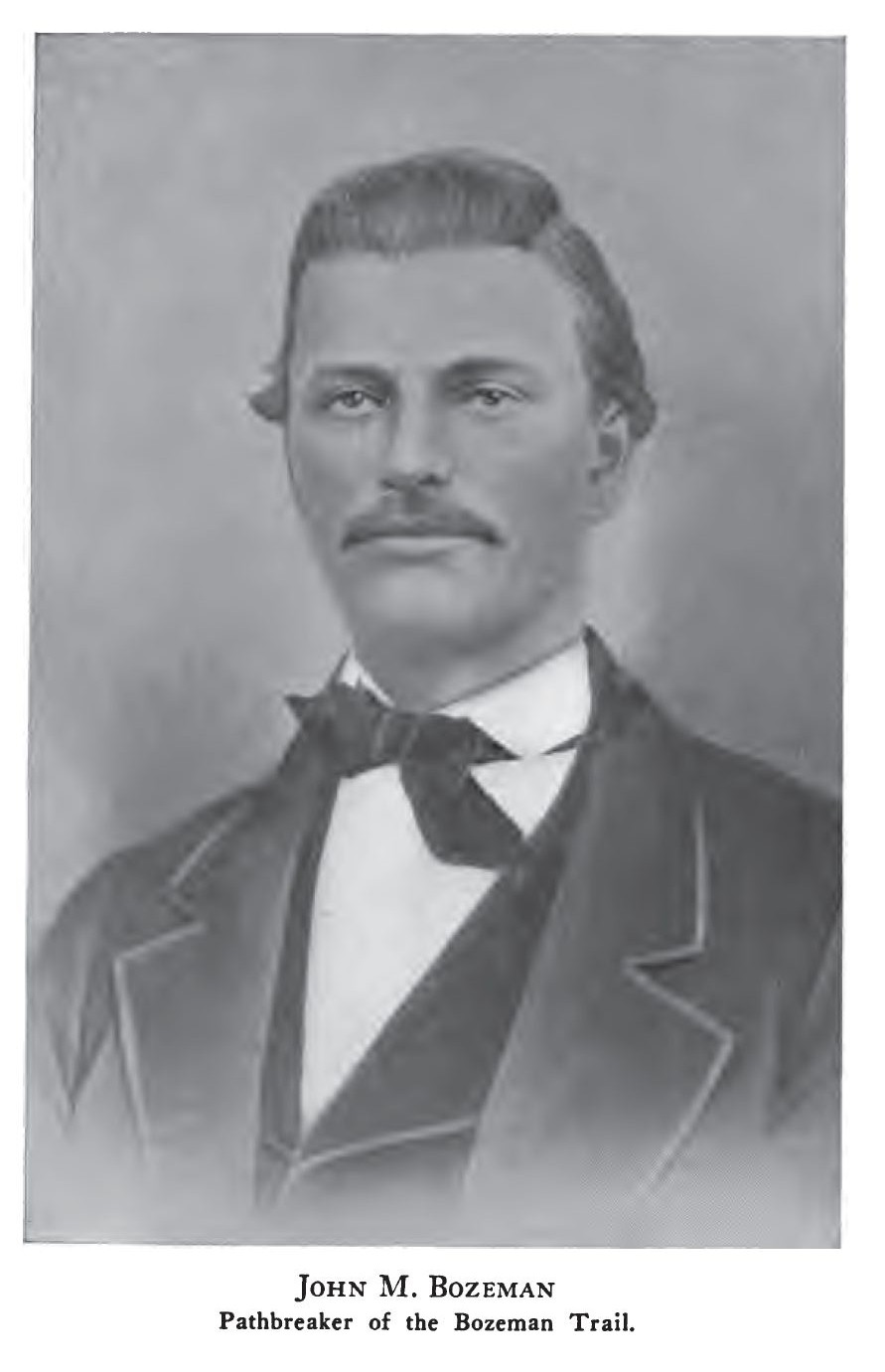
존 보즈먼.

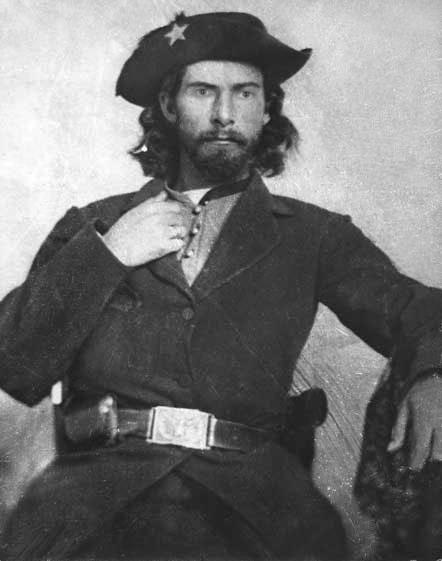
윌리엄 T. "블러디 빌" 앤더슨.

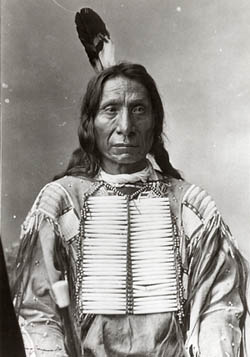
마흐피야 루타

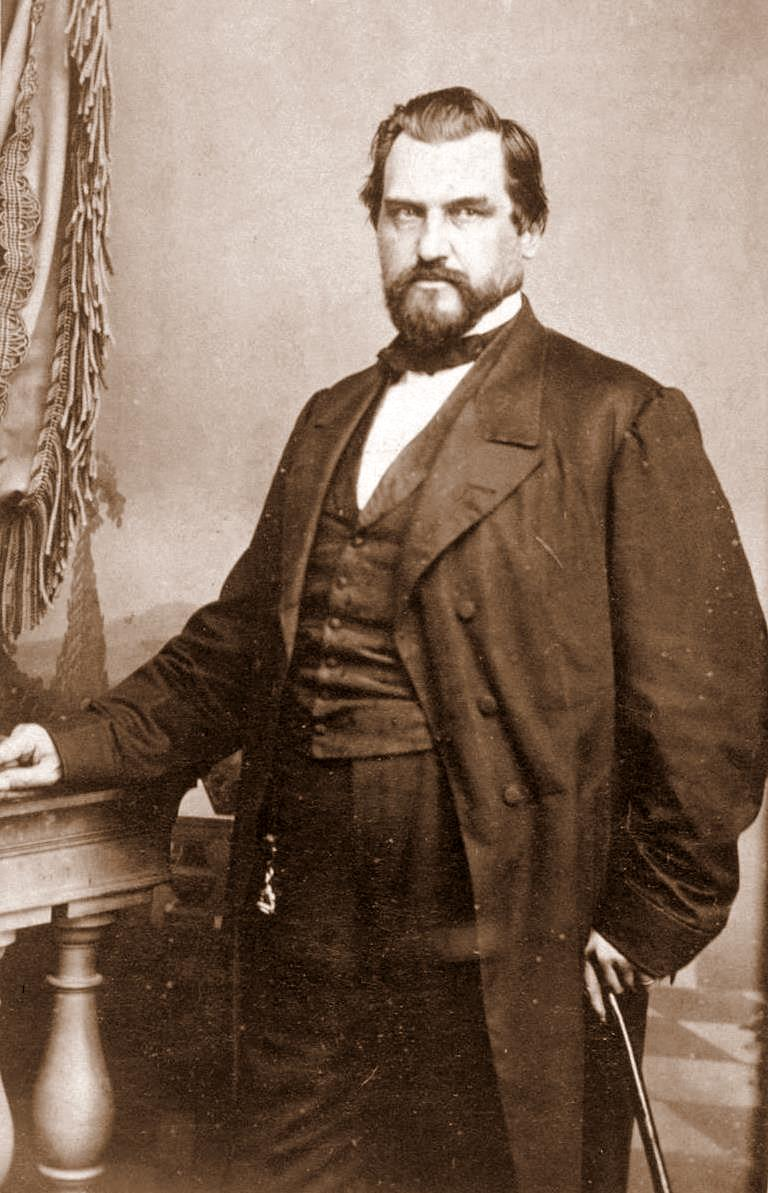
릴런드 스탠퍼드.

황금 개못 기념식.

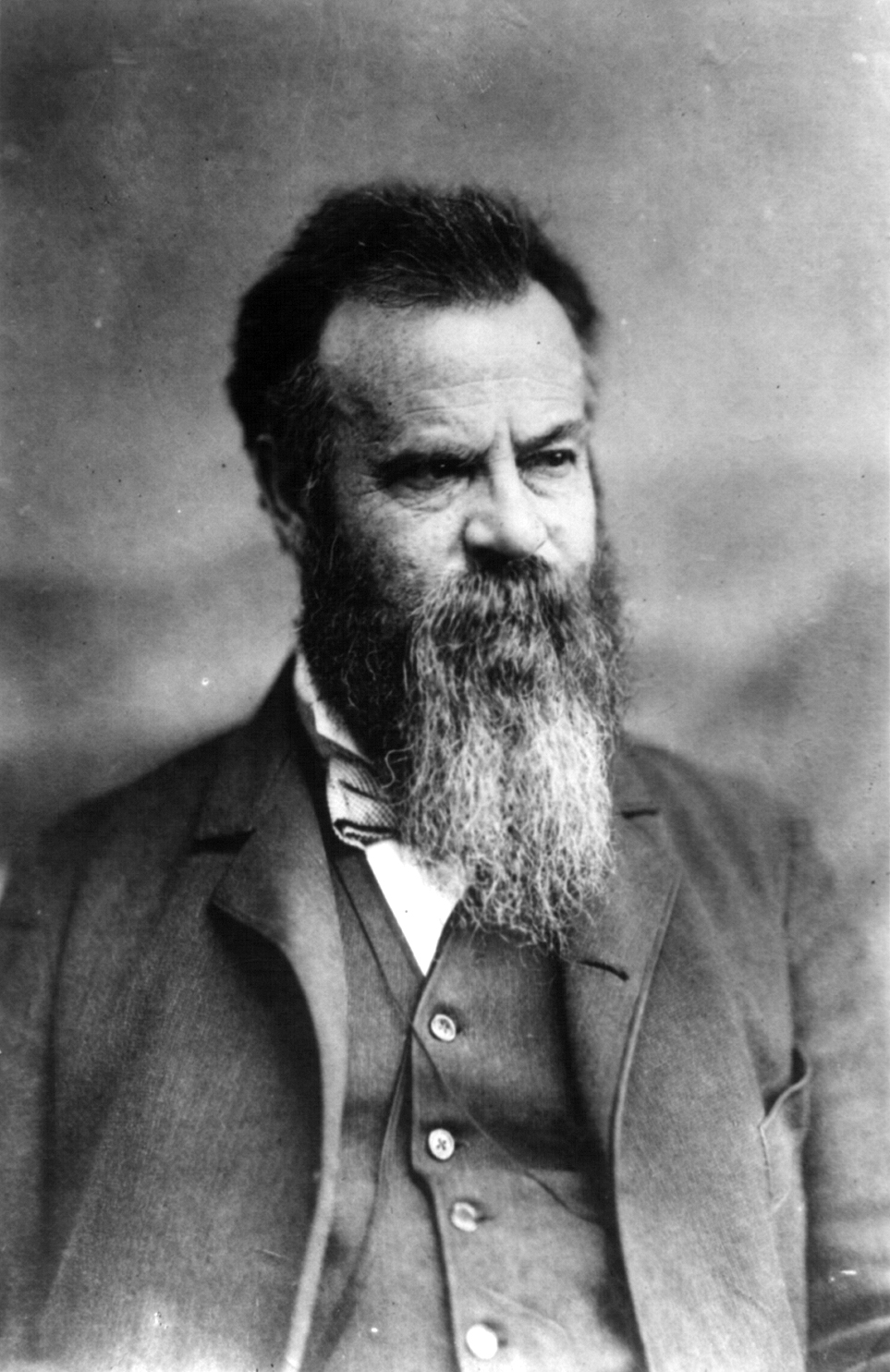
존 웨슬리 포웰.

| 년     | 월일           | 사건 |
| ------ | -------------- | --- |
| 1860년 | 2월 26일       | 1860년 위요트인 학살: 캘리포니아 훔볼트군에서 백인 정착민들이 위요트인 수백명을 학살하다. |
| 1860년 | 4월 14일       | 조랑말 속달우편이 미주리주 세인트조지프와 캘리포니아주 샌프란시스코 사이의 배달을 완수하다. |
| 1860년 | 12월 18일      | 로런스 설리번 로스가 지휘하는 텍사스 레인저가 코만치인 숙영지를 공격했다가(피스강 전투) 신시아 앤 파커를 발견하다. |
| 1861년 | 1월 29일       | 캔자스주가 자유주로서 미합중국의 34번째 주로 승격되다. |
| 1861년 | 2월            | 미육군 중장 조지 니콜라스 배스컴과 치르이카와 아파치인 군장 시카셰 사이의 적대(배스컴 사건)가 아파치 전쟁으로 비화, 이후 25년간 애리조나와 뉴멕시코를 뒤집는 분쟁이 되다. |
| 1861년 | 2월 1일        | 텍사스주 입법부에서 대회를 열고 연방으로부터의 분리독립을 투표로 결의하다. |
| 1861년 | 2월 28일       | 콜로라도 준주가 편성되다. |
| 1861년 | 3월 2일        | 네바다 준주와 다코타 준주가 편성되다. |
| 1861년 | 3월 16일       | 텍사스 주지사 샘 휴스턴이 아메리카 연합국(이하 맹방)에 충성서약을 거부했다는 이유로 쫓겨나다. |
| 1861년 | 3월 28일       | 뉴멕시코 준주의 남쪽 절반이 애리조나 임시연합준주라는 이름을오 맹방에 가담하다. |
| 1861년 | 7월 25일       | 존 R. 베일러가 지휘하는 맹방군 250명이 뉴멕시코주 메실라에서 아이작 린드가 지휘하는 연방군과 교전, 린드의 연방군은 오르간 산맥으로 후퇴하다. 린드는 적전도주를 이유로 직위해제되다. |
| 1861년 | 9월 2일        | 뉴멕시코에서 스탠턴 요새에서 나온 소규모 맹방군 순찰대가 갈리나스 산맥에서 메스칼레로 아파치인 전사들에게 기습당하다(갈리나스 학살). |
| 1861년 | 10월 24일      | 오늘날의 와이오밍의 브리저 요새 근처에 전신선이 닿음으로써 최초의 대륙횡단 전신선 부설이 완료되다. 캘리포니아의 전신선을 동부의 전신선과 연결시키려는 하이럼 시블리와 웨스턴 유니온의 노력의 결과였다. 대서양 연안에서 태평양 연안까지 전신으로 전갈을 전할 수 있게 되면서 조랑말 속달우편은 퇴물이 된다.                                        |
| 1862년 | 겨울           | 1862년 대홍수. 캘리포니아 센트럴밸리에 바닷물이 차서 내해가 되고 수백만 불의 재산피해가 발생하다. |
| 1862년 | 2월-4월        | 헨리 홉킨스 시블리 준장과 토머스 그린 대령이 지휘하는 맹방군이 미국 내전에서 가장 야심찬 작전 중 하나였던 뉴멕시코 전역을 개시하다. 콜로라도 금광과 캘리포니아 및 멕시코를 침공할 수 있는 도로를 장악하는 것이 목표였다. |
| 1862년 | 2월 20일–21일  | 오늘날의 뉴멕시코 발베르드 냇물에서 전투, 맹방군이 승리한다(발베르드 전투). |
| 1862년 | 3월 26일–28일  | 상그레데크리스토 산맥에서 맹방군 기병대와 콜로라도 및 뉴멕시코의 연방군 의용병들이 교전하다(글로리에타 고개 전투). 이 전투를 기점으로 뉴멕시코 전역은 연방에 우세하게 전세가 바뀐다. |
| 1862년 | 3월 30일       | 애리조나 유마에서 동쪽으로 80 마일 떨어진 곳에 선 버터필드 오버랜드 우편 역마차에서 연방군의 캘리포니아열 소속 윌리엄 캘로웨이 대위와 맹방군의 잭 스윌링 소위가 각각 이끄는 소규모 기병대 간의 교전이 벌어지다(스탠윅스역 전투). |
| 1862년 | 4월 15일       | 제임스 배럿 중위가 지휘하는 연방군 제1캘리포니아 기병대와 헨리 홈스 병장이 지휘하는 맹방군 애리조나 분견대가 교전하다(피카초 고개 전투). 교전 지점은 애리조나 투스콘에서 서북쪽으로 50 마일 떨어진 지점으로, 미국 내전 중 가장 서쪽에서 벌어진 전투였다.                                                                                         |
| 1862년 | 5월 5일        | 샘 포드 병장이 지휘하는 맹방군이 드라군 산맥에서 시카셰가 지휘하는 아파치 전사들에게 습격당하다(제1차 드라군스프링스 전투). |
| 1862년 | 5월 9일        | 4일 전 맹방군 병사 네 명이 아파치들에게 죽은 것을 보복하고자 셰로드 헌터 대위가 지휘하는 맹방군이 아파치 다섯 명을 죽이고 그들이 훔쳐간 우마를 되찾아오다(제2차 드라군스프링스 전투). |
| 1862년 | 5월 20일       | 미합중국 대통령 에이브러햄 링컨이 1862년 자영농지법에 서명하다. 서부에서 토지 획득 방법을 단순화하여 서부 정착을 조장하기 위한 법이었다. 5년 이상 최소 160 에이커의 등록되지 않은 땅을 개간하기만 하면 그 개간한 사람에게 소유권이 주어지게 되었다. 또는 6개월 이상 거주한 땅을 돈을 내고 구매할 수도 있었다.                                    |
| 1862년 | 7월 15일–16일  | 라초이 코쿤노스테와 시카셰가 지휘하는 아파치 전사 500명이 캘리포니아열 연방군 140명을 습격하다(아파치 고개 전투). 미육군이 인디언들에게 대포를 사용한 첫 전투들 중 하나다. 전투 이후 전장 근처에 보위 요새가 축성되었다. |
| 1862년 | 8월 10일       | 멕시코 쪽으로 피난가던 연방파 독일계 텍사스인 30명 이상이 누에세스강 강변에서 맹방군 분견대에게 공격받아 살해되다(누에세스 학살). |
| 1862년 | 8월 17일       | 수족 사냥대가 백인 정착민 5명을 살해하고, 부족 평의회에서 미네소타강 유역 전역의 백인 정착지들을 공격하기로 결정하면서 다코타 전쟁이 시작되다. |
| 1862년 | 11월 5일       | 미네소타의 샌티 수족 300명 이상이 백인 정착민을 강간 및 살해한 혐의로 교수형에 처해지다. |
| 1863년 | 1월 1일        | 대니얼 프리맨이 네브래스카 베아트리스의 토지를 요구하는 서류를 제출, 작년에 통과된 자영농지법의 첫 적용사례가 되다. |
| 1863년 | 1월 18일       | 조지프 로드먼 웨스트 준장이 평화회담을 하자고 아파치 지도자 라초이 코쿤노스테를 불러내서 체포, 고문한 뒤 살해하다. |
| 1863년 | 1월 29일       | 패트릭 에드워드 코너 대령이 오늘날의 아이다호에서 쇼쇼니 인디언들과 싸우고 베어강 학살을 저지르다. |
| 1863년 | 2월 24일       | 뉴멕시코 준주의 일부를 떼어 애리조나 준주로 분리시키다. |
| 1863년 | 3월 4일        | 아이다호 준주가 편성되다. |
| 1863년 | 8월 21일       | 윌리엄 콴트릴이 지휘하는 맹방군 유격대(콴트릴스 레이더스)가 캔자스의 연방파 마을 로렌스에 방화하고 민간인 200명 가까이를 죽이다(로렌스 학살). 콴트릴은 몇 년 전의 오시올라 약탈의 복수를 한 것이라고 주장하다. |
| 1863년 | 8월 25일       | 로렌스 학살에 대한 대응으로, 연방군 장군 토머스 유잉 주니어가 일반명령 11호를 발표하다. 이에 따라 미주리 서부 농촌지역 4개 군에서 연방 편임을 입증하지 못하는 주민들은 모두 추방되다. |
| 1864년 |                | 존 보즈먼이 오리건 가도에서 갈라져 몬태나 서남부의 금광지대로 통하는 새 길 보즈먼 가도를 따라 정착임 2,000 명을 데려가다. |
| 1864년 | 1월            | 피비린내 나는 나바호 전쟁 끝에 대부분의 나바호인들이 킷 카슨 대령에게 항복하다. |
| 1864년 | 5월 26일       | 몬태나 준주가 편성되다. |
| 1864년 | 7월            | 무법자 짐 레이놀즈와 그 패거리가 콜로라도 준주 사우스파크를 약탈하다. 범행 동기는 그 일대의 금광을 털어 맹방군을 지원하기 위한 것이었다. |
| 1864년 | 9월 27일       | 윌리엄 "블러디 빌" 앤더슨이 이끄는 맹방파 덤불꾼들이 미주리 센트레일리아의 철도차고지에서 비무장한 연방군 병사 24명을 잡아 죽이다(센트레일리아 학살). |
| 1864년 | 10월 23일      | 캔자스시 근교에서 연방군 대장 새뮤얼 R. 커티스가 지휘하는 국경군이 맹방군 대장 스털링 프라이스의 미주리군을 웨스트포트 전투에서 결정적으로 깨부수다. 이 전투로써 미시시피강 이서에서 맹방군의 공세는 끝났다. 30,000 명의 병사가 동원된, 트랜스미시시피 전구 최대의 전투였다. "서부의 게티스버그"라고도 한다.                                     |
| 1864년 | 10월 25일      | 미주리 방향으로 후퇴하는 스털링 프라이스의 맹방군을 앨프리드 플리슨턴의 연방군 기병대가 뒤쫓으며 한시간 간격으로 세 번 깨뜨리다(마뤼데신 전투, 마인 냇물 전투, 마미턴강 전투). |
| 1864년 | 10월 31일      | 네바다주가 미합중국의 36번째 주로 승격하다. |
| 1864년 | 11월 29일      | 존 밀턴 치빙턴 대령과 그의 의용민병대가 콜로라도 준주에서 샤이엔인 부락을 학살하다(샌드크리크 학살). |
| 1865년 | 2월 17일       | 애리조나 준주에서 치리카와인 전사들이 뷰캐넌 요새를 공격해 파괴하다. |
| 1865년 | 4월 23일       | 콜로라도 준주 덴버에서 샌드크리크 학살의 내부고발자 사일러스 스틸먼 소울 대위가 암살되다. |
| 1865년 | 5월 12일–13일  | 텍사스주 브라운스빌 근교에서 미국 내전의 마지막 전투인 팔미토 목장 전투가 벌어지다. |
| 1865년 | 6월 23일       | 인디언 준주 도크스빌에서 체로키인 기병대 사령관 데가타가가 맹방군 장성 중 마지막으로 연방군에 항복하다. |
| 1865년 | 7월 21일       | 미주리 스프링필드에서 와일드 빌 히콕이 도박사 데이비스 투트와 총격전을 벌여 투트를 죽이다(히콕-투트 총격전). 이 사건은 『하퍼스 매거진』 지에 대서특필되어 히콕이 유명인사가 되다. 훗날 서부극에서 서부시대의 상징으로서 종종 묘사되는 1대 1 빨리뽑기 결투의 원형이 된 사건으로 여겨진다.                                                        |
| 1866년 | 2월 13일       | 맹방파 덤불꾼 출신의 무법자 프랭크 제임스와 제시 제임스 형제가 미주리 리버티에서 처음으로 은행을 털다. |
| 1866년 | 봄             | 텍사스 농장주들이 260,000 마리 이상의 우마를 시장에 내놓으면서 역대급 규모의 소몰이가 시작되다. 일부는 동쪽으로 가서 루이지애나에서 배를 태워 일리노이나 미주리로 소들을 보냈다. 서쪽으로 간 이들은 뉴멕시코 섬너 요새나 콜로라도 덴버까지 갔다. 이 때 굿나잇-러빙 가도가 생겼다. 미주리주 캔자스시 북쪽을 지나가는 쇼니 가도도 많이 이용되었다. |
| 1866년 | 12월 21일      | 미육군 제2기병대 및 제18보병연대의 윌리엄 J. 페터먼 대위와 병사 80명이 와이오밍의 필 커니 요새 근교에서 라코타, 샤이엔, 아라파호 원주민들에게 습격당해 전멸하다(페터먼 전투). 이듬해 새로 축성된 요새에 페터먼 대위를 이름을 기려 붙이다(페터먼 요새).                                                                                           |
| 1867년 | 3월 1일        | 네브래스카주가 미합중국의 37번째 주로 승격하다. |
| 1867년 | 3월 30일       | 미합중국이 러시아 제국으로부터 미화 720만 불에 알래스카를 매입하다. |
| 1867년 | 6월 25일       | 오하이오 켄트의 루시엔 B. 스미스(Lucien B. Smith)가 유자철선에 대한 특허를 등록하다. 이 발명으로 서부의 개활지에서 우마를 목축하는 데 혁몀적 혁신이 일어나다. |
| 1867년 | 8월 2일        | 짐마차 전투: 필 커니 요새 근교에서 쇼규모 미육군 병사들과 민간인들이 짐마차를 벽으로 삼고 신형 속사 후장총으로 응사하여 마흐피야 루타와 타슈카 위트코가 이끄는 수백 명의 라코타 전사들을 격퇴하다. |
| 1867년 | 10월 18일      | 알래스카 시트카에서 러시아 병사들이 알래스카를 미육군에 정식으로 넘기는 식을 치르다. 같은 날 알래스카에 육군의 군정기관인 알래스카 군관구가 설치되다. |
| 1867년 | 10월 21일-28일 | 미합중국 정부와 남부 대평원 인디언 부족들 사이에 모든 인디언들을 인디언 준주로 이주시키는 메디슨로지 조약이 조인되다. |
| 1868년 | 4월 29일       | 미합중국과 라코타인, 다코타인, 아라파호인 인디언 부족들 사이에 라라미 요새 조약이 조인되다. 보즈먼 가도를 따라 축성된 미군 기지들을 방기하고, 파우더강 컨트리와 사우스다코타 서부의 백인 정착지를 무기한 폐쇄하는 조건으로 붉은 구름 전쟁을 끝내다.                                                                                              |
| 1868년 | 7월 25일       | 와이오밍 준주가 편성되다. |
| 1868년 | 11월 27일      | 조지 암스트롱 커스터 중령의 제7기병연대가 와시타강 강변의 샤이엔인 겨울 숙영지를 공격, 샤이엔 군장 모오타베투오를 살해하다(와시타강 전투). |
| 1869년 | 1월 8일        | 필립 헨리 셰리든 장군이 인디언 준주에(오늘날의 오클라호마주 로턴 근교) 실 요새를 축성하다. |
| 1869년 | 5월 10일       | 센트럴 퍼시픽 철도와 유니온 퍼시픽 철도의 노선이 만나면서 최초로 미주대륙 횡단철도가 완성되다. 유타 준주 프로몬토리봉에서 거행된 기념식에서 릴랜드 스탠퍼드가 황금 개못을 박아넣다. |
| 1869년 | 5월 24일       | 존 웨슬리 포웰 외 9명이 과학탐사에 나서(포웰 지리탐사) 그린강과 콜로라도강을 따라 와이오밍 준주, 콜로라도 준주, 유타 준주, 애리조나 준주의 협곡지대 930 마일 이상을 측량하다. 포웰과 그 탐사대는 그랜드 캐니언을 최초로 답사한 백인이었으며, 8월 30일 오늘날의 네바다의 버진강 하구에 도달했다.                                                  |
| 1869년 | 7월 4일        | 콜로라도 준주 디어트레일에서 세계 최초의 (기록된) 로데오 대회가 열리다. |
| 1869년 | 12월 10일      | 와이오밍 준주가 미국 땅에서 최초로 여성에게 선거권을 부여하다. |

## 1870년대

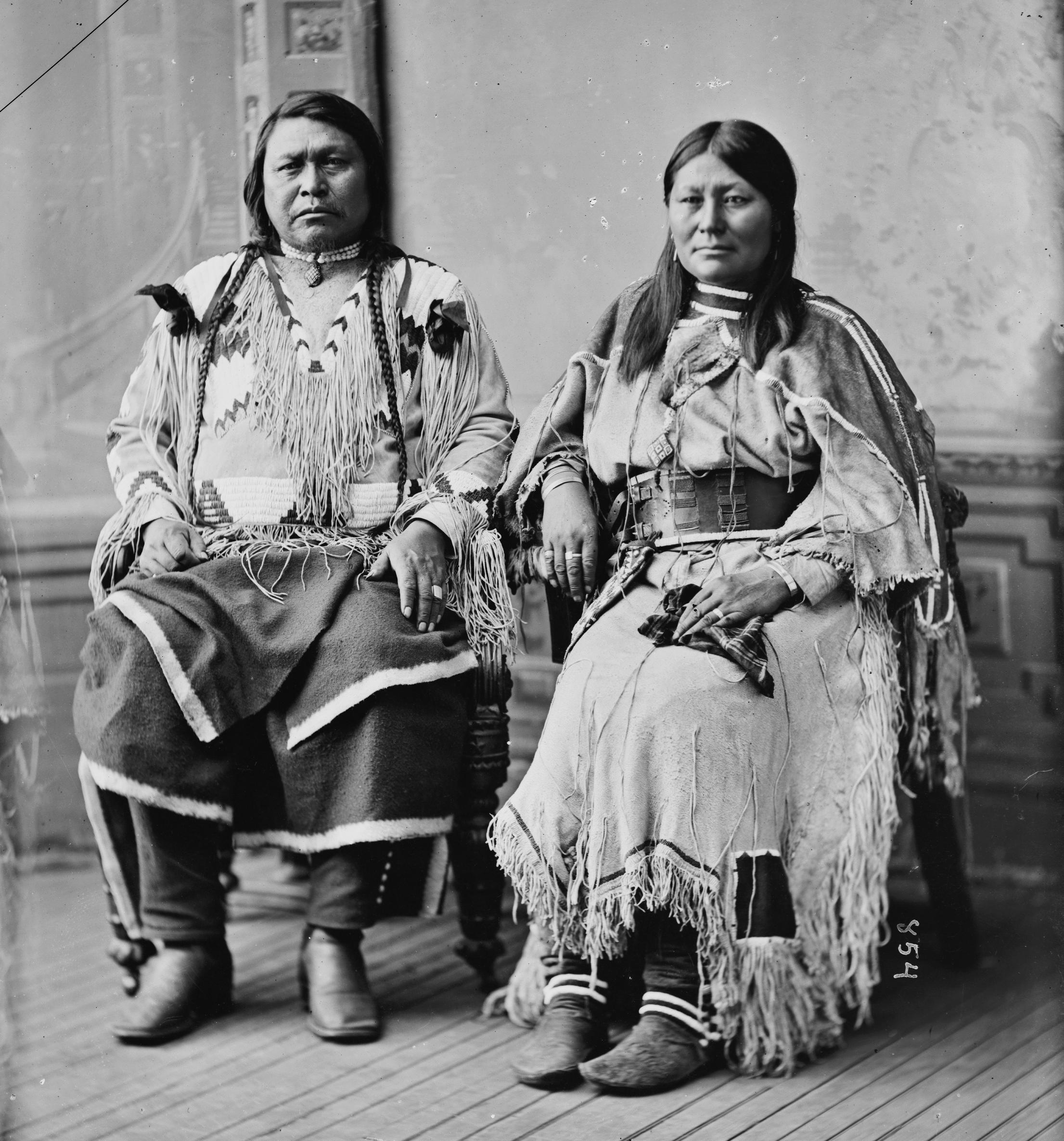
오우레이와 치페타.

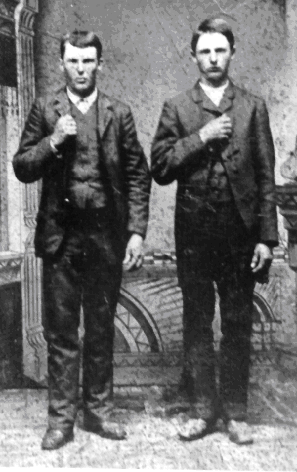
제시 제임스와 프랭크 제임스 형제.

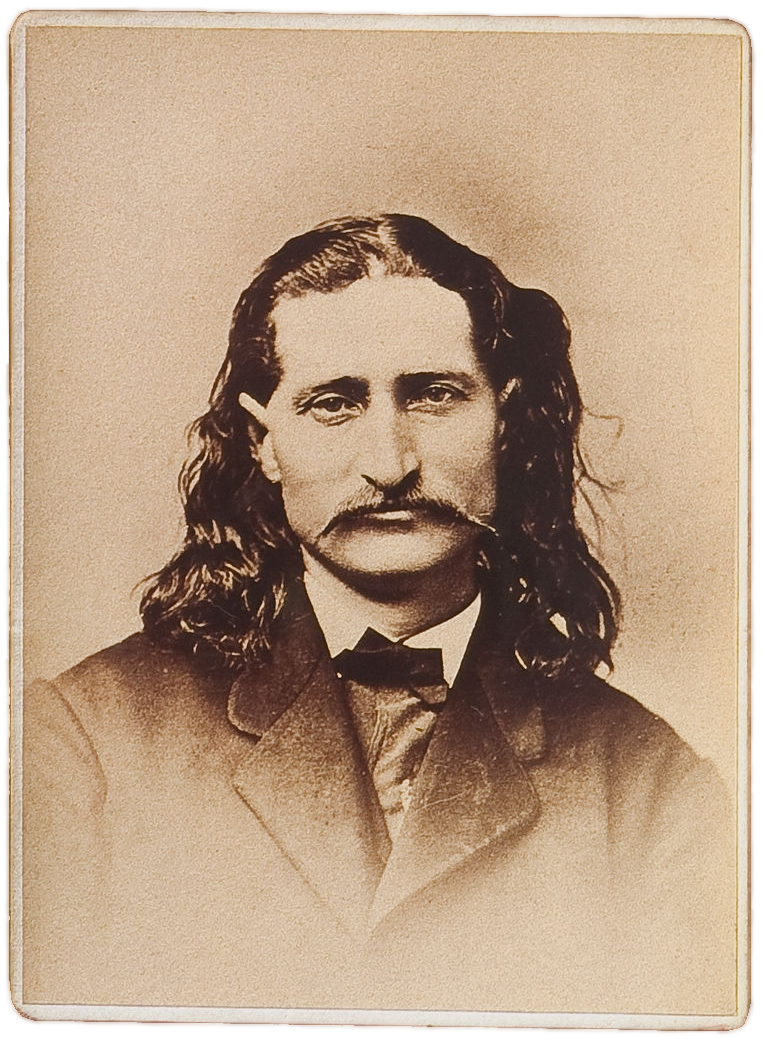
"와일드 빌" 히콕.

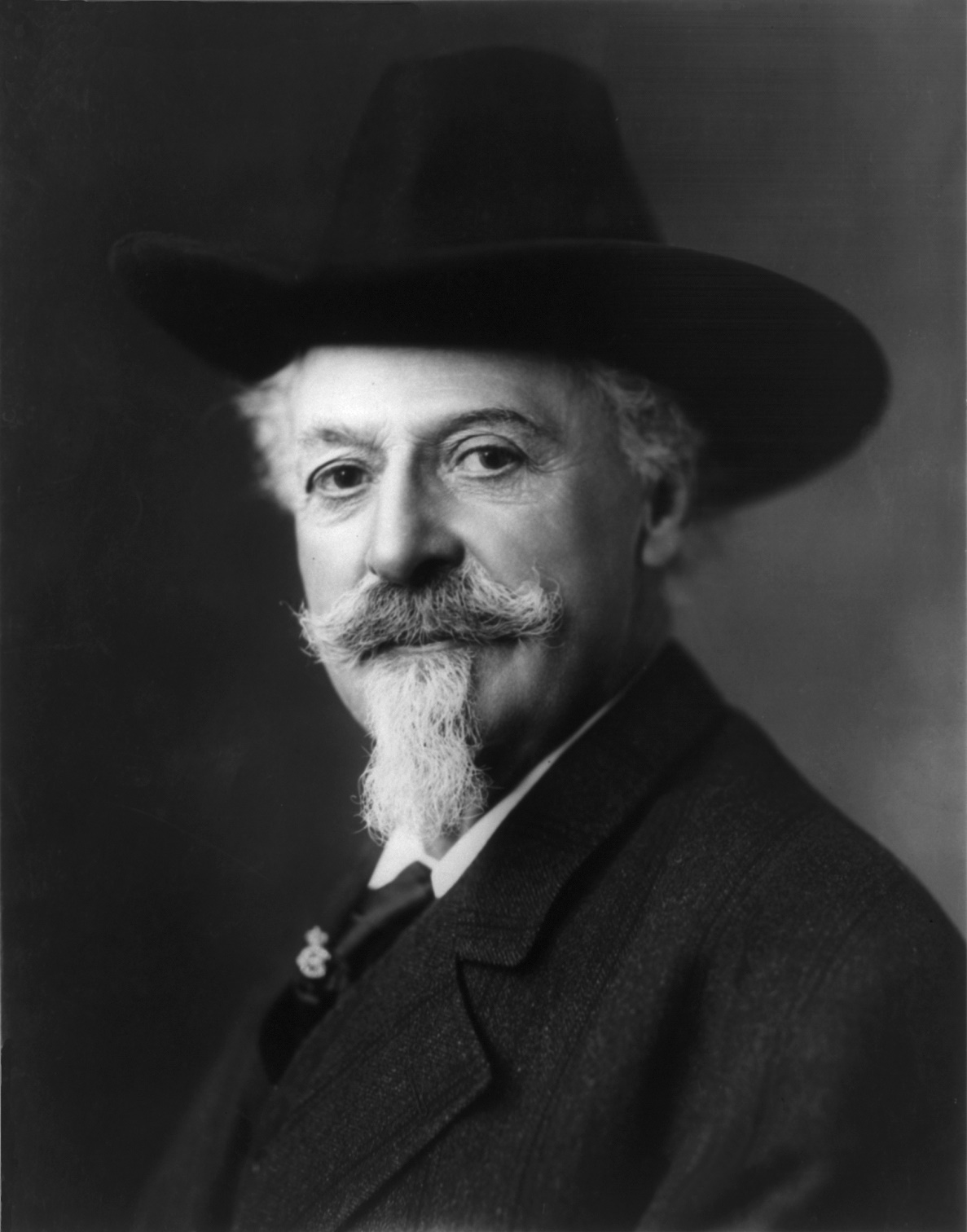
"버팔로 빌" 코디.

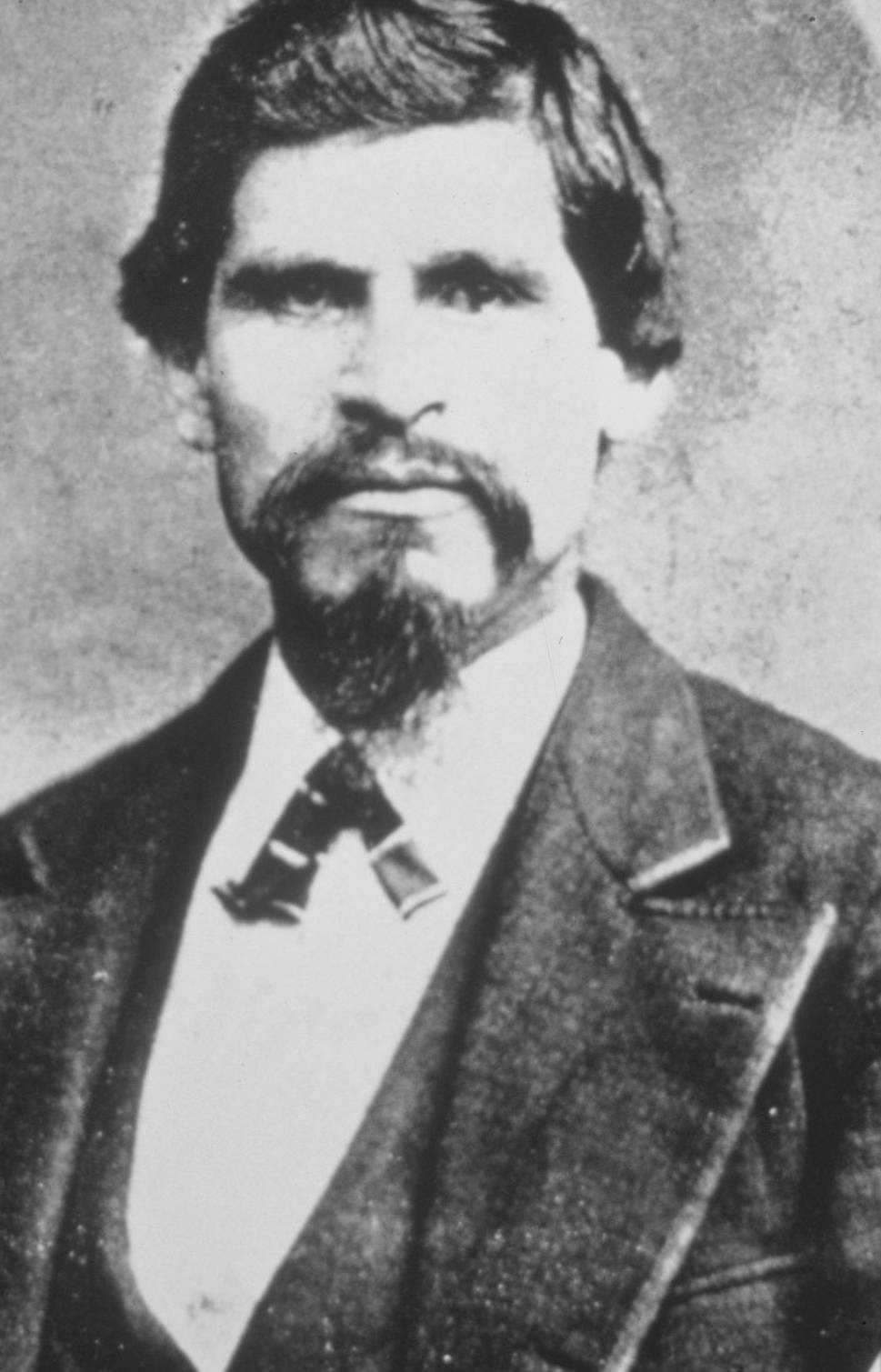
티부르시오 바스케스.

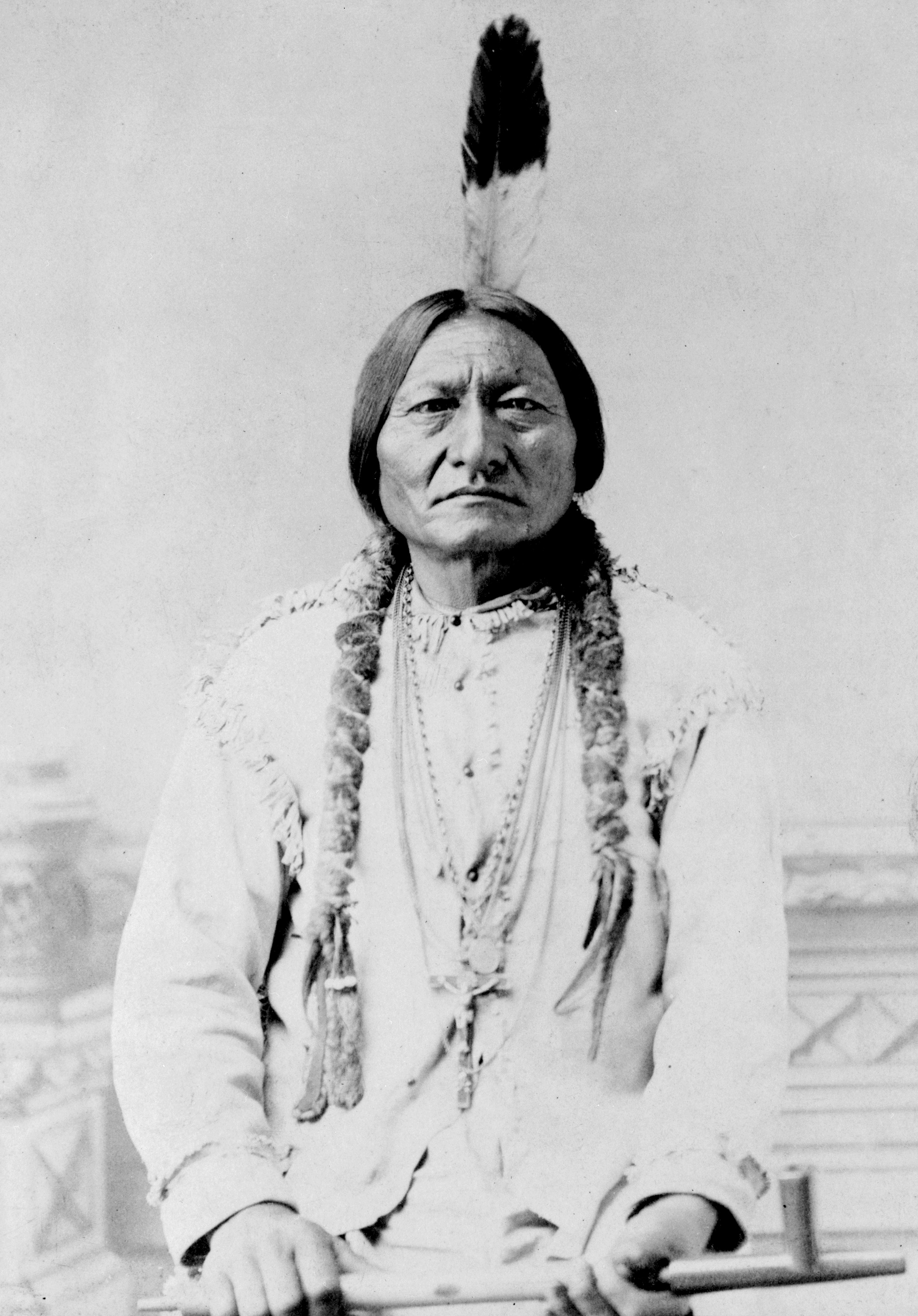
타탕카 이오타케.

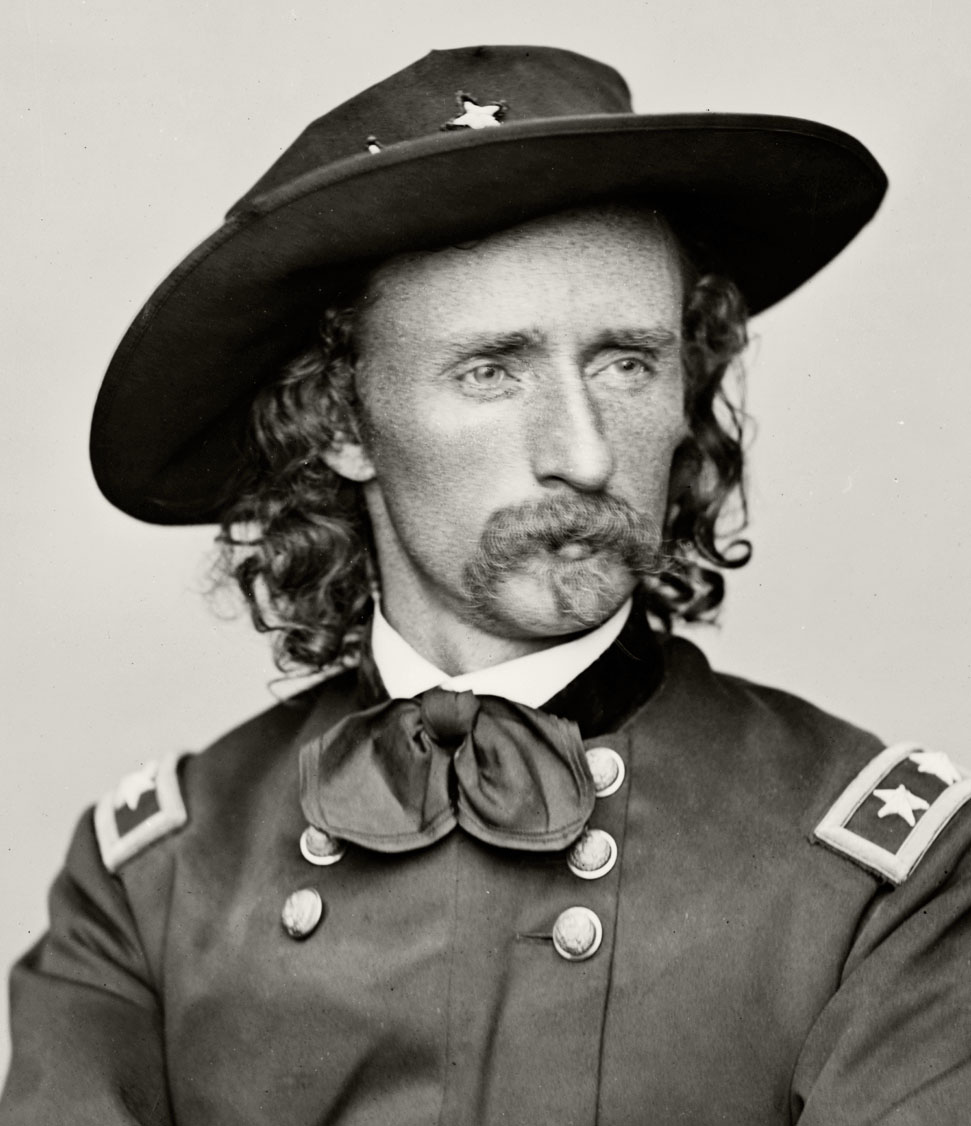
조지 암스트롱 커스터.

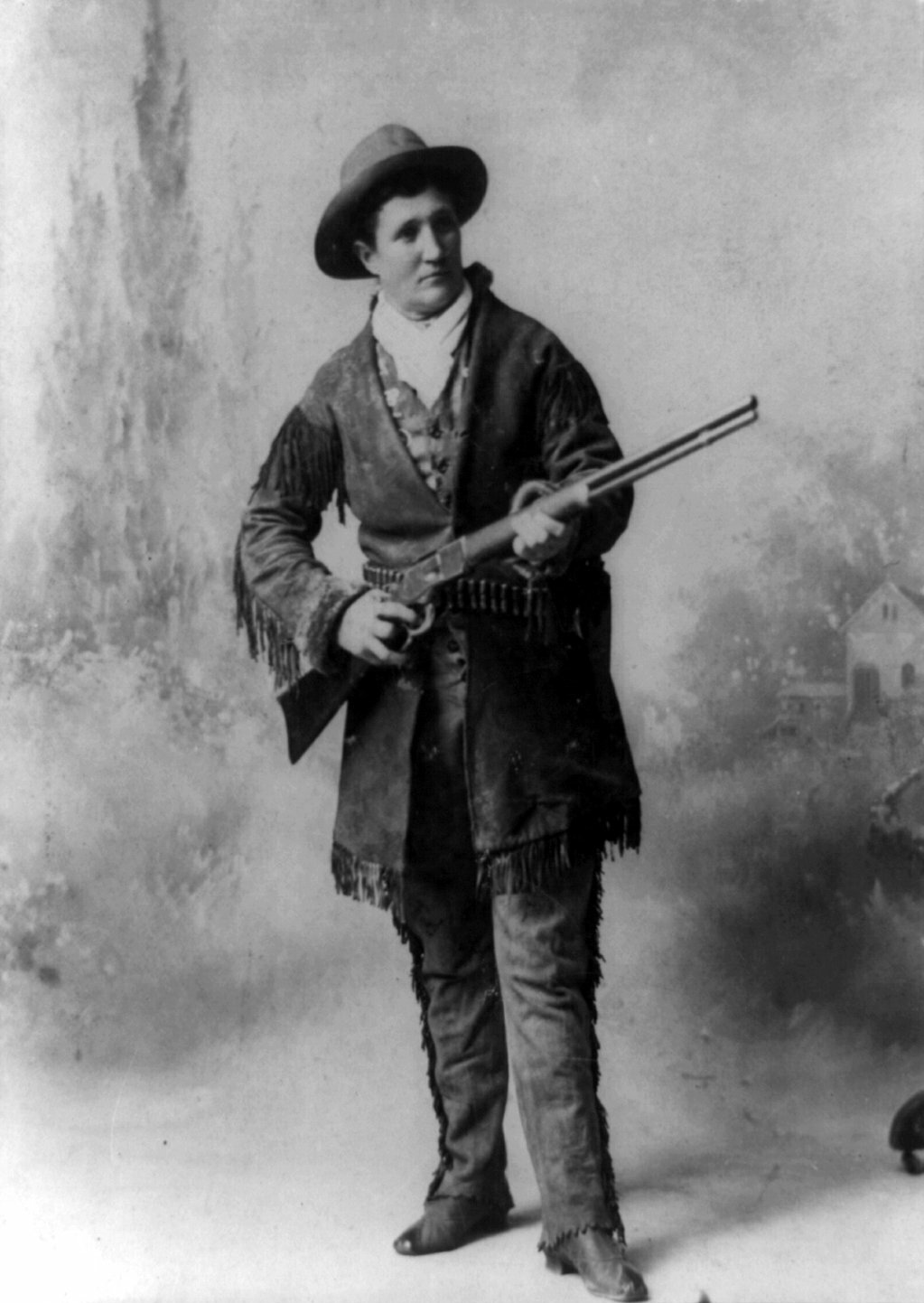
마사 "캘러미티 제인" 카나리

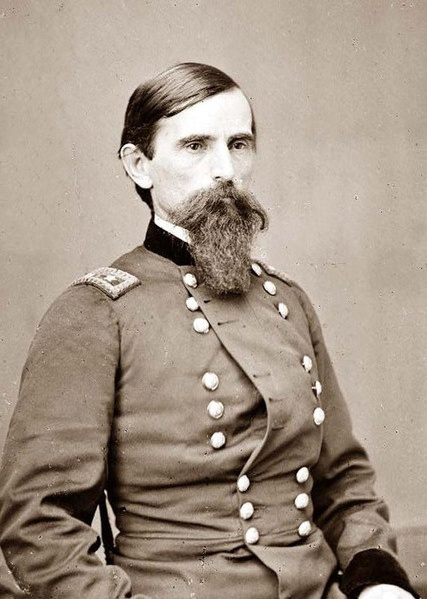
루 월리스.

| 년     | 월일 | 사건 |
| ------ | --- | --- |
| 1870년 | | 브렛 하트가 샌프란시스코에서 언론인으로 지내던 시절의 경험을 바탕으로 쓴 단편소설짐 『울부짖는 탄광촌의 행운 외』를 출간하다. |
| 1870년 | 캔자스주의 무법자 윌리엄 "허리케인 빌" 마틴이 애빌린 동남쪽에서 소도둑질을 하다가 매리언의 치안대에게 격퇴되다.                                                                                                 | |
| 1870년 | 총잡이 로버트 클레이 앨리슨이 뉴멕시코 준주에 정착하고 콜팩스군에 목장을 구입하다. 지방언론에 따르면 앨리슨은 이 당시 총싸움으로 열다섯 명 정도를 죽였다고 전한다.                                              | |
| 1870년 | 철도산업의 확장과 목축업 호황으로 들소 사냥꾼들이 대평원으로 이동하기 시작하다. 이후 10년 이내로 아메리카들소 개체수는 급감했으며, 다음 세기까지 절멸위기종이 된다.                                             | |
| 1870년 | 유타 준주 입법부에서 브링엄 영의 동의 하에 여성에게 선거권을 부여하다. 이는 이후 수십년간 모르몬교에 정치력을 더해주다.                                                                                         | |
| 1870년 | 1월 | "와일드 빌" 히콕이 캔자스주 엘리스군 지방보안관직을 내려놓고 미주리로 갔다가 연방보안관이 되다. |
| 1870년 | 1월 23일 | 몬태나 준주 마리아스강 강변에서 미육군이 실수로 친미파 원주민인 피카니인들을 공격해서 남녀노소 가리지 않고 200명 이상이 죽다(마리아스 학살). |
| 1870년 | 3월 30일 | 미국 내전 때 연방을 탈퇴했던 텍사스주가 연방에 재가맹하다. |
| 1870년 | 봄 | 캔자스주 애빌린이 목장주들의 주요 기착지가 되면서, 지역 유지들이 폭력을 단속하고자 목축철에 읍내에 총기 반입을 금지하다. 하지만 이 정책은 인기도 없고 실효성도 없어서, 정책안내 벽보를 총으로 쏘는 것이 텍사스에서 온 카우보이들 사이에 유행하다. 뿐만 아니라 유치장도 파괴당하다. 톰 "베어 리버" 스비스가 6월 4일 연방보안관으로 부임해 올 때까지 폭력사태가 계속되다. |
| 1870년 | 7월 17일–18일 | 캔자스주 헤이스시에서 "와일드 빌" 히콕이 제7기병연대 연대원들과 총격전을 벌여 연대원 1명을 죽이고 나머지에게 부상을 입히다. |
| 1870년 | 11월 2일 | 애빌린시 연방보안관 톰 "베어 리버" 스미스가 체포영장을 집행하던 도중 살해되다. |
| 1871년 | | 텍사스주 디미트군 펜덴시아강 강변의 정착민들이 가축과 재산을 보호하고자 이름난 총잡이 존 "킹" 피셔를 고용하다. |
| 1871년 | 1월 1일 | 오랜 신병 끝에 미육군 대위 존 배리가 퇴역하다. 배리는 오드 요새에 주둔하면서 미국과 아파치 사이의 관계를 개선하려고 노력했으며, 또한 친미파로 전향한 아파치들을 인디언 척후병으로 모병하기도 했다. |
| 1871년 | 2월 16일 | 텍사스주 댈러스에서 벌어진 총격전에서 존 영거가 S. W. 니콜스 대위를 사살하다. |
| 1871년 | 2월 23일 | 오늘날의 애리조나 클리프턴 근교에서 존 M. 불러드가 부상당한 아파치 전사에게 접근하다 총을 맞고 죽다. |
| 1871년 | 2월 28일 | 무법자 출신의 여관업자 존 "핸섬 잭" 레드퍼드가 캔자스주 및 인디언 준주에서 화폐위조 및 말도둑질에 간여했다가, 체포영장을 들고 온 연방보안관 잭 브리지스가 지휘하는 미육군 병사들과 총격전 끝에 사살되다. |
| 1871년 | 3월 16일 | 나바호인 군장 하스틴 다가가 사망하다. |
| 1871년 | 4월 15일 | "와일드 빌" 히콕이 톰 "베어 리버" 스미스의 후임으로 애빌린 연방보안관이 되고 동년 12월 13일까지 그 직을 유지하다. |
| 1871년 | 4월 28일 | D. A. 베넷, 샘 휴즈 등 투스콘의 사업주들이 이끄는 멕시코인 및 파파고 인디언 패거리가 아파치 인디언 여자와 아이 100명 이상을 살해하다(캠프 그랜트 학살). 베넷 등은 이후 기소되지만 무죄로 풀려나다. |
| 1871년 | 6월 14일 | 킷 카슨의 조카라고 전해지는 토머스 카슨이 애빌린 경찰로 임명되어 "와일드 빌" 히콕 보안관의 부하가 되다. 총잡이 존 웨슬리 하딘과의 사건 이후 카슨은 뉴턴의 보안관보로 고용되었다가 11월 애빌린으로 귀환하다. 이후 카슨과 존 워너 "브로키 잭" 노턴은 바텐더를 폭행하여 11월 27일 경찰에서 잘리다.                                                                         |
| 1871년 | 6월 30일 | 제시 제임스가 아이오와주 코리던 은행을 턴 직후 그 근처에서 벌어진 정치 집회에서 연설하다. |
| 1871년 | 10월 5일 | 도박사 필 코가 운영하는 술집의 황소 그림의 성기가 비정상적으로 크게 그려진 것을 "와일드 빌" 히콕이 검열하려 들자 코와 히콕이 총격전을 벌이다. 보안관보 마이크 윌리엄스가 히콕의 오사로 사살되고, 코는 총격을 입고 4일 뒤 부상 악화로 사망하다. |
| 1872년 | | 제5기병연대 척후병 윌리엄 "버팔로 빌" 코디가 명예훈장을 수훈하다. 그해 말부터 코디와 동료 척후병 존 "텍사스 잭" 오모훈드로는 "대초원의 척후병들"이라는 예명으로 무대 생활을 시작하다. |
| 1872년 | 그레이트 웨스턴 소몰이 가도의 북쪽 종점이 캔자스주 애빌린에서 캔자스주 엘스워스로 연장되다. | |
| 1872년 | 콜로라도 준주 경계에 산타페 철도가 완공되자 산타페 가도의 사용량이 감소하기 시작하다. 그래도 닷지시는 이후 10년은 더 목축 읍락의 위세를 유지하다. 또한 산타페 철도 덕에 위치타의 인구가 이후 몇 년 간 폭증하다. | |
| 1872년 | 3월 1일 | 옐로스톤이 미합중국 대통령 율리시스 그랜트에 의해 최초의 국립공원으로 지정되다. |
| 1872년 | 11월 29일 | 제1기병연대가 킨트푸아시의 모도크인 부족에게 오리건 남부의 클래머스 보호구역으로 돌아갈 것을 강제하다가 로스트강 전투가 벌어지다. 이후 벌어진 모도크 전쟁에서 불과 53명의 모도크 전사들이 라바 베드에 미군 수백 명을 5개월 동안 돈좌시키다. |
| 1872년 | 12월 28일 | 야바파이 전쟁: 조지 크룩이 지휘하는 미육군 기병대가 애리조나 준주 톤토 분지에서 야바파이인에 대한 공세를 개시하다(솔트강 협곡 전투). |
| 1873년 | | 콜트 싱글 액션 아미, 속칭 "피스메이커"가 생산되기 시작하다. |
| 1873년 | 3월 3일 | 나무가 없는 대평원 지역에 임업을 육성하기 위한 목재재배법이 제정, 그랜트 대통령이 서명하다. 1862년 자영농지법과 같은 원리에서, 개척농민이 40 에이커 이상의 나무를 심어 10년 이상 유지하면 공지 160 에이커를 주장할 수 있게 하였다. |
| 1873년 | 3월 27일 | 애리조나 중부에서 미육군과 아파치 척후대가 야바파이인-톤토 아파치 연합군에게 대승을 거두다(터릿봉 전투). |
| 1873년 | 7월 21일 | 제임스-영거 갱단이 아이오와주 에이데어 서쪽의 록아일랜드선의 기관차를 탈선시키고 속달금고 및 승객들에게서 3,000 불을 훔치다. 서부시대 최초의 열차강도 사건. |
| 1873년 | 12월 | 브루스터 마틴 히글리 6세가 쓴 시 "My Western Home"이 『스미스군 파이오니어』 지면에 발표되다. 여기에 대니얼 E. 켈리가 곡을 붙이면서 유명한 민요 "Home on the Range"가 되다. 이 노래는 나중에 캔자스주의 주가로 지정된다. |
| 1873년 | 12월 26일 | 캘리포니아의 무법자 티부르시오 바스케스와 그 패거리가 캘리포니아주 프레스노군 킹스턴읍을 약탈하다. |
| 1874년 | | 해럴드 전쟁: 뉴멕시코 링컨군에서 무법자 세베리아노 아길라르와 레이문도 아길라르가 사살되다. |
| 1874년 | 3월 17일 | 존 영거와 짐 영거 형제가 미주리 세인트클레어에서 지방보안관과 언더커버 핑커톤 탐정들을 기습했다가 총격전이 벌어져 존 영거가 사살되다. |
| 1874년 | 6월 27일 | 텍사스 회랑의 오래된 교역소에 머무르던 들소 사냥꾼 28명(당시 21세의 배트 마스터슨도 그 중 하나였다)이 코만치인 전사 700여명에게 공격받다(제2차 어도비월스 전투). |
| 1874년 | 7월-8월 | 그전까지 탐사되지 않은 오늘날의 사우스다코타 블랙힐스를 측량할 목적으로 조지 암스트롱 커스터 중령이 지휘하는 원정대가 에이브러햄 링컨 요새에서 출발하다(블랙힐스 원정대). 블랙힐스에서 사금이 발견되면서 수천 명의 백인들이 이주해오고(블랙힐스 골드 러시), 거기 원래 살고 있던 수족들과 적대관계가 되다.                                                               |
| 1874년 | 9월 28일 | 텍사스 회랑 팔로두로 협곡에서 레널드 S. 맥켄지 대령이 지휘하는 제4기병대가 샤이엔-코만치-카이오와인 인디언들의 난민촌을 궤멸시키다(팔로두로 협곡 전투). |
| 1874년 | 11월 24일 | 조지프 글라이든이 헨리 로스의 유자철선을 개량해 만든 "위너" 타입 유자철선의 특허를 등록하다. "위너"는 가장 널리 쓰이는 유자철선 유형이 되다. |
| 1874년 | 12월 8일 | 제임스-영거 갱단이 캔자스주 먼시 근교에서 캔자스 퍼시픽 철도 열차를 강도하여 30,000 불을 훔쳐가다. |
| 1875년 | 1월 25일 | 핑커톤 탐정이 미주리 키어니의 제시 제임스 일가 자택에 소이탄을 던져서 제임스의 9살 먹은 이복동생이 죽고 모친이 부상을 입다. |
| 1875년 | 8월 8일 | 뉴멕시코 준주 산오긴 목장에서 제르민 아귀레가 사살되다. |
| 1875년 | 11월 19일-21일 | 라스쿠에바스 전쟁: 멕시코 타마울리파스주에서 미국에서 도둑맞은 소들을 되찾아 오려는 텍사스 레인저와 멕시코 민병대 사이에 전투가 벌어지다. |
| 1876년 | | 텍사스주 스위트워터에서 벌어진 총격전에서 둔부 총상을 입은 배트 마스터슨이 캔자스주 닷지시의 부연방보안관이 되기로 하다. |
| 1876년 | 3월 17일 | 다코타 준주 블랙힐스에서 퇴거하라는 미합중국 정부의 명령을 타탕카 이오타케와 타슝카 위트코가 거부하자 조지 크룩 장군이 조지프 J. 레이놀즈 대령에게 샤이엔인 숙영지를 공격하게 명령하다(파우더강 전투). 이로써 블랙힐스 전쟁이 시작되다. |
| 1876년 | 6월 17일 | 로즈버드 전투에서 조지 크룩 장군의 군대가 타슝카 위트코에게 패배하다. 이 패배로 인해 크룩은 원래 계획된 공세를 중단하고 증원을 기다리다. |
| 1876년 | 6월 25일 | 몬태나 준주에서 수족 마을을 공격하던 조지 암스트롱 커스터 준장의 제7기병연대가 타탕카 이오타케와 타슝카 위트코의 라코타-샤이엔 연합군 2,000 명에게 기습당해 궤멸되다(리틀빅혼 전투). |
| 1876년 | 8월 1일 | 콜로라도주가 미합중국의 38번째 주로 승격하다. |
| 1876년 | 8월 2일 | "와일드 빌" 히콕이 다코타 준주 데드우드에서 포커를 치던 와중 잭 맥콜의 총에 맞고 살해되다. |
| 1876년 | 9월 7일 | 제임스-영거 갱단이 미네소타 노스필드에서 퍼스트내셔널 은행을 털려다 실패하고 콜 영거 등 주요 단원들이 붙잡히다. |
| 1876년 | 9월 9일-10일 | 슬림버트스 전투: 조지 크룩의 징벌원정대가 오늘날의 사우스다코타에서 와시충 타슝케가 이끄는 라코타인 부락을 공격해 불태우다. 리틀빅혼에서의 참패 이래 미육군의 첫 승리. |
| 1877년 | 5월 5일 | 타슝카 위트코가 네브래스카 로빈슨 요새 근교 붉은구름국에서 미육군에 항복하다. |
| 1877년 | 6월 17일 | 보호구역으로 이주하기를 거부하고 백인 정착민들에게 범죄를 저지르는 것에 대한 보복을 명목으로 미육군이 힌마투야랏켁트, 알로카트, 페오페오 키스키옥 히히흐의 니미푸인 인디언을 아이다호 서부에서 쫓아내다. 니미푸인들은 계속 추적해오는 미군을 화이트버드 협곡 전투에서 무찌르고, 네즈페르스 전쟁이 시작된다.                                                             |
| 1877년 | 8월 9일–10일 | 몬태나 준주에서 니미푸인과 존 깁슨 대령이 지휘하는 미군 사이에 빅홀 전투가 벌어지다. |
| 1877년 | 8월 17일 | 17세의 헨리 "빌리 더 키드" 맥카티가 애리조나 그랜트 요새 근교의 술집에서 시비가 붙은 프랭크 "윈디" 카힐을 총으로 쏘다. 카힐은 다음날 죽다. 빌리 더 키드의 첫 살인. |
| 1877년 | 9월 5일 | 타탕카 이오타케가 미군에게 항복한지 4개월 뒤 미군 병사의 총검에 찔려 죽다. |
| 1877년 | 9월 18일 | 샘 배스의 갱단이 유니온 퍼시픽 열차가 오늘날의 네브래스카 빅스프링스의 외딴 급수장에 정차한 때를 틈타 60,000 불 이상을 털다(유니온 퍼시픽 빅스프링스 열차강도사건). |
| 1877년 | 9월 21일 | 금투기꾼 에드 시플린이 애리조나 준주 동남부의 산페드로강과 드라군 산맥 사이의 고원지대에서 은맥을 발견하고 툼스톤이라는 광산촌을 세우다. |
| 1877년 | 10월 5일 | 베어스포산맥 전투에서 궁지에 몰린 힌마투야랏켁트 군장과 니미푸인들이 올리버 오티스 하워드와 넬슨 애플턴 마일스가 지휘하는 미육군에 항복하다. 이로써 네즈페르스 전쟁이 끝나다. |
| 1877년 | 12월 17일 | 산엘리사리오 소금전쟁: 과달루페산맥 근처의 염호의 소금 채굴권을 놓고 몇년간 벌어지던 분쟁이 텍사스 레인저 분견대가 테하노 시민들의 민병대와 산엘리사리오에서 4일 밤낮 공성전을 벌인 끝에 텍사스 레인저가 항복하다. 이 과정에서 십수명이 죽다. |
| 1878년 | 2월 18일 | 뉴멕시코의 목장주 존 턴스톨이 총잡이 찰스 월츠 등이 포함된 패거리에게 살해되다. 링컨군 전쟁의 시작. |
| 1878년 | 2월 18일 | 콜로라도주에 리드빌읍이 세워졌다. |
| 1878년 | 6월 18일 | 뉴멕시코-콜로라도 일대의 이름난 무법자 닉 워스잉턴이 말도둑질을 하다 뉴멕시코 시머론 주민들에게 살해되다. |
| 1878년 | 7월 15일–19일 | 링컨군 전쟁: 뉴멕시코 링컨에서 5일 밤낮동안 총격전이 벌어지다. |
| 1879년 | | 아이크 클랜턴과 빌리 클랜턴이 윌리엄 "컬리 빌" 브로시우스와 조니 링고와 의기투합하여 뉴멕시코, 애리조나 일대에서 소도둑질을 시작하다. |
| 1879년 | 1월 | 리틀빅혼 전투의 최선임 생존자 마커스 레노 대위가 비겁의 죄로 군법회의에 회부되었으나 무죄를 선고받다. |
| 1879년 | 4월 5일 | 캔자스주 닷지시 롱브랜치 살롱에서 도박사 프랭크 러빙이 리바이 리처드슨을 살해하다(롱브랜치 살롱 총격전). |
| 1879년 | 9월 29일 | 화이트강 전쟁: 네이선 미커와 서콜로라도 인디언국 직원 10명이 우테인 인디언들에게 살해되다. 미커는 군대의 도움을 요청하는 전신을 치던 도중 살해되었다. 인디언들은 미군 분견대를 공격하다가(밀크크리크 전투) 10월 5일 웨슬리 메릿 대령의 증원군이 도착하자 해산했다. |

## 1880년대

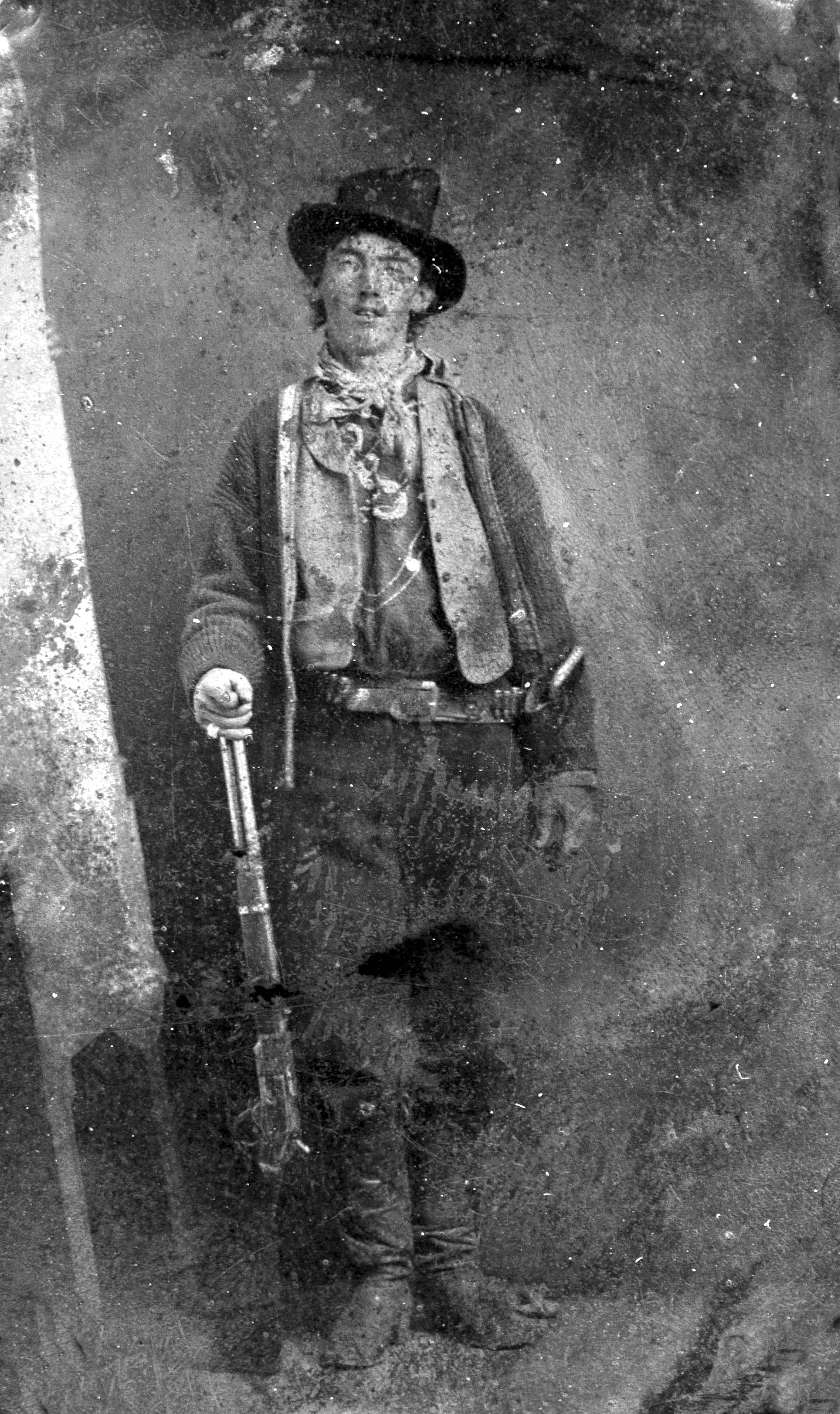
"빌리 더 키드"

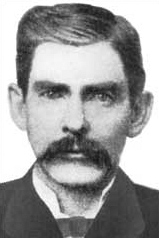
"닥" 홀리데이.

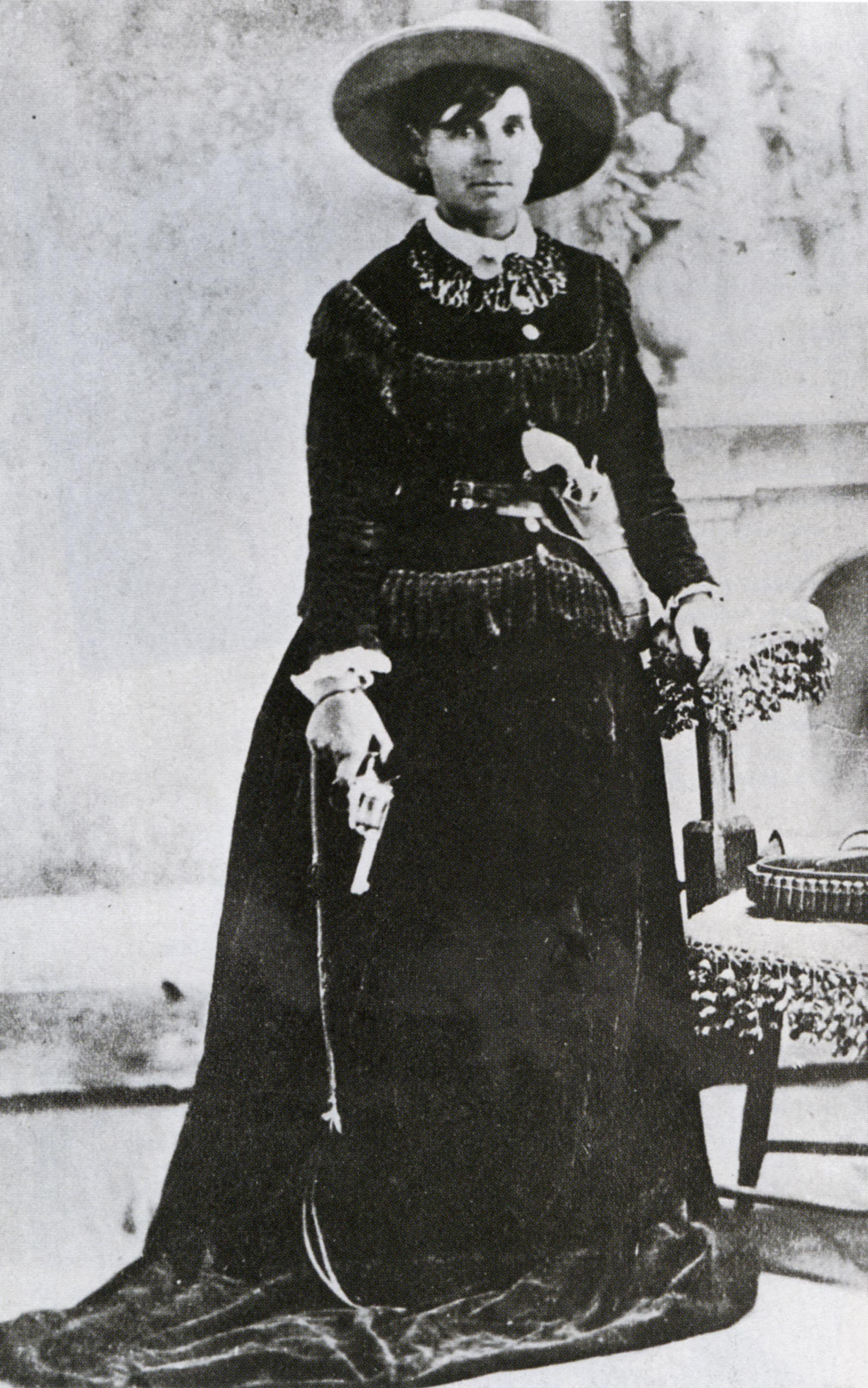
"벨" 스타.

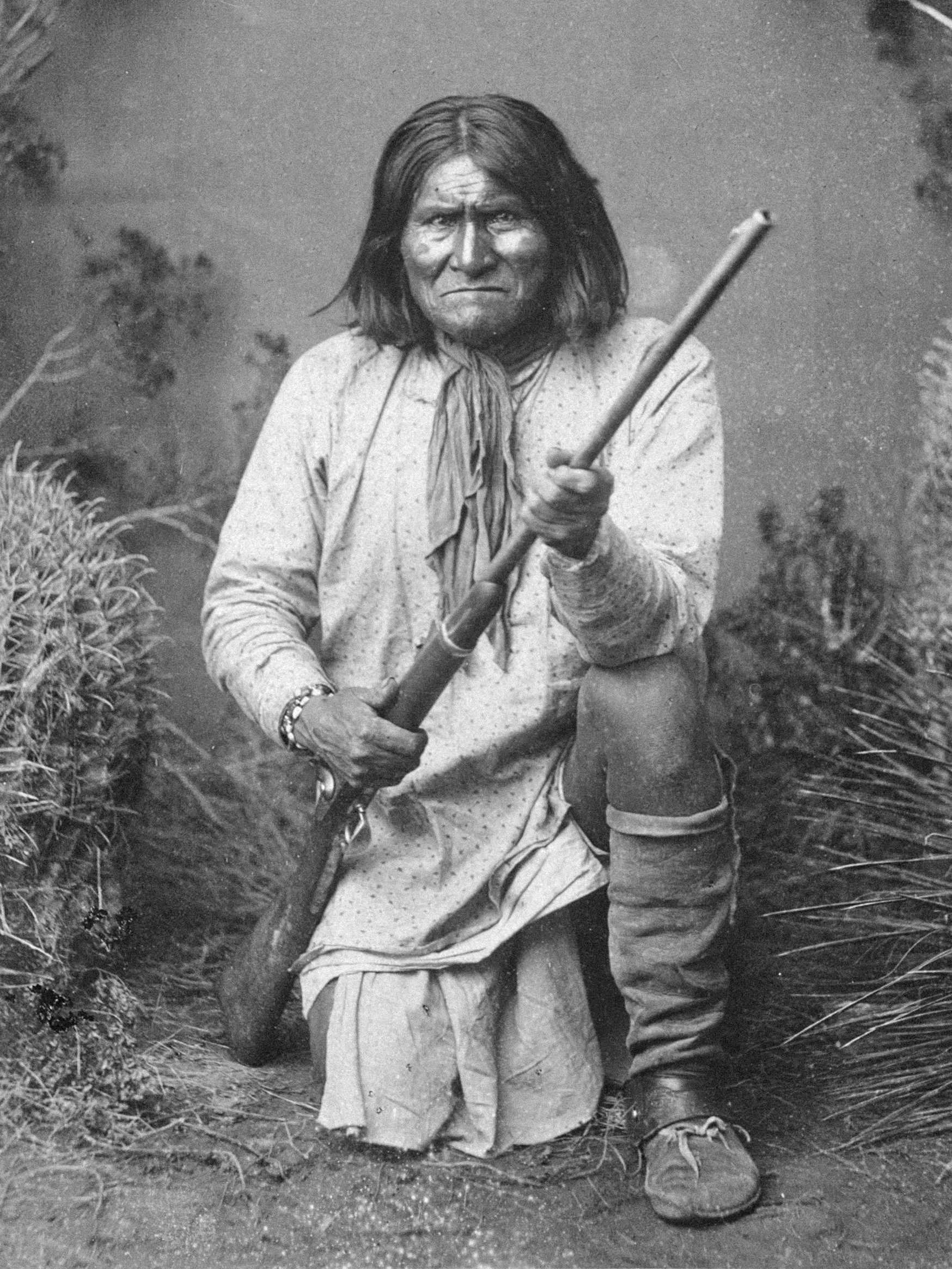
코야슬레.

| 년     | 월일          | 사건 |
| ------ | ------------- | --- |
| 1880년 |               | 조지 앨퍼드가 텍사스주 포트워스에서 지방보안관을 살해한 혐의로 5년형을 선고받다. |
| 1880년 | 3월 2일       | 뉴멕시코 라스베가스에서 제임스 앨렌이 제임스 무어헤드를 죽이고 감옥에 갔다가 탈옥한 뒤 보복으로 살해되다. |
| 1880년 | 5월 1일       | 애리조나 툼스톤에서 『툼스톤 에피태프』지가 첫 호를 발행하다. 이 신문은 현존하는 애리조나 지방언론 중 가장 오래된 신문으로서 현재까지 발행되고 있다. |
| 1880년 | 5월 11일      | 캘리포니아주 산호아킨 계곡 정착민들과 서던 퍼시픽 철도 사이의 토지명의 분쟁 끝에 일곱 명이 죽다(머슬슬루의 비극). |
| 1880년 | 12월 19일     | 빌리 더 키드의 친우 톰 오폴리아드가 뉴멕시코 포트섬너에서 팻 개럿에게 사살되다. |
| 1880년 | 12월 23일     | 빌리 더 키드 갱단의 단원 찰리 보드르가 뉴멕시코 스팅킹스프링스에서 팻 개럿에게 사살되다. |
| 1880년 | 12월 24일     | 뉴멕시코 소코로에서 에이브런 바카가 A.M. 콩클링을 사살했으나 이듬해 무죄로 풀려나다. |
| 1881년 | 2월 5일       | 애리조나 준주에 피닉스시가 세워지다. |
| 1881년 | 4월 14일      | 텍사스주 엘파소 연방보안관 댈러스 스투덴마이어가 총격전을 벌이다(5초에 네 명 총격전). |
| 1881년 | 7월 14일      | 빌리 더 키드가 뉴멕시코 포트섬너에서 지방보안관 팻 개럿에게 사살되다. 시신은 다음날 마을의 옛 군용묘지에 먼저 죽은 두 친구들과 합장되다. |
| 1881년 | 8월 5일       | 그레이트 수 보호구역의 부군장 캉기 슝카가 군장 싱테 글레슈카를 쏘아 죽이다. 부족의 관습법에 따라 사건이 처리되었으나 다코타 준주가 부족 주권을 침해하고 개입, 캉기 슝카에게 사형을 선고하다. 연방대법원은 캉기 슝카를 사면하다(크로우 도그 결정계심판). |
| 1881년 | 10월 26일     | 코치스군 분쟁: 애리조나 툼스톤의 주점 뒤편에서 총격전이 벌어지다. 소위 오케이 목장의 결투. 무법자 카우보이(빌리 클레이본, 아이크 클랜턴, 빌리 클랜턴, 톰 맥로리) vs. 어프가 보안관들(버질 어프, 모건 어프, 와이어트 어프, 닥 할리데이) 사이에 결투가 벌어져 빌리 클랜턴과 맥로리 형제가 사살되고 버질, 모건 어프 형제와 할리데이는 부상을 입었다.                                        |
| 1881년 | 12월 13일     | 캘리포니아주 산호세에 높이 237 미터의 월광탑이 세워지면서 로키산맥 이서에서 전기가 들어온 최초의 도시가 되다. |
| 1882년 | 3월 18일      | 모건 어프가 툼스톤에서 당구를 치던 와중 총에 맞아 암살되다. 오케이 목장의 결투의 보복으로 추측된다. |
| 1882년 | 3월 24일      | 무법자 윌리엄 "컬리 빌" 브로시우스가 애리조나 동북부 아이언스프링스 (애리조나주 코치스군)아이언스프링스에서 와이어트 어프에게 사살되다. |
| 1882년 | 4월 3일       | 제시 제임스가 미주리주 세인트조지프의 자택에서 자기 갱단 신입 로버트 뉴턴 포드에게 뒤통수에 총을 맞고 죽다. |
| 1882년 | 4월 16일      | 콜로라도 트리니다드에서 벌어진 총격전(트리니다드 결투)에서 존 앨렌이 프랭크 러빙에게 치명상을 입히다. |
| 1882년 | 5월 6일       | 미합중국 대통령 체스터 A. 아서가 중국인 배척법에 서명하다. 이로써 미국에 중국인이 이주하는 것이 법률상 거의 완전히 금지되다. 당시 서부의 철도부설과 광업은 중국인 쿨리의 저임금 노동에 의존하고 있었기에 서부시대 역사에 있어서 이 법이 중요하다. 최초의 중국인 배척법은 10년 뒤 자동 파기되도록 입법했지만, 중국인을 배척하는 법은 1892년 기어리법으로 연장되었으며, 1902년 재연장되다. |
| 1882년 | 7월 17일      | 에이드나 R. 샤피가 지휘하는 미육군 기병대가 애리조나 준주에서 화이트산맥 아파치 전사들을 추격해 패퇴시키다(빅 드라이 워시 전투). |
| 1882년 | 11월 14일     | 애리조나 준주 툼스톤에서 내시빌 "벅스킨" 프랭크 레슬리가 무법자 빌리 클레이본을 사살하다. |
| 1883년 | 9월 8일       | 노던 퍼시픽 철도가 몬태나 준주 인디펜던스크릭에서 완공되어 워싱턴 준주를 연결하다. |
| 1883년 | 12월 8일      | 코치스군 카우보이스가 애리조나 비스비의 잡화점을 털고 사람 4명을 죽이다(비스비 학살). |
| 1884년 | 3월 11일      | 텍사스주 샌안토니오의 보드빌 극장에서 전직 법집행관 벤 톰슨과 존 킹 피셔가 습격당해 살해되다(보드빌 극장의 기습). |
| 1884년 | 4월 10일      | 윌리엄 "빌" 틸먼이 캔자스주 닷지시의 연방보안관으로 임명되다. |
| 1884년 | 5월 17일      | 알래스카 군관구가 알래스카 지구로 개편되다. |
| 1884년 | 12월 1일      | 뉴멕시코 리저브읍에서 텍사스 카우보이들과 그들 중 한 명을 체포하려 한 법집행관 엘페고 바카 사이에 36시간 대치가 일어나다(프리스코 총격전). |
| 1885년 | 9월 2일       | 록스프링스 학살: 와이오밍 록스프링스읍에서 최소 28명 이상의 중국인 광부들이 백인 광부들에게 살해되다. 중국인 이주노동자들이 저임금으로 일자리를 빼앗아간다고 당대에 만연한 반중감정의 연장으로서 일어난 폭동. |
| 1886년 |               | 서부연예인 잭 랭리시가 아이다호 코르덜레인에서 치안판사로 선출되다. |
| 1886년 | 2월 18일      | 빌리 더 키드의 닷지시 갱단의 단원이었던 데이브 루다보우가 멕시코 파랄에 나타나 깽판을 치다 마을 사람들에게 붙잡혀 참수당하다. |
| 1886년 | 3월 21일      | 텍사스주 타스코사에서 팻 개럿의 "홈 레인저스" 단원 3명이 경쟁 목장주들과 총잡이들에게 피살되다(젠킨스 살롱의 대판). |
| 1886년 | 8월 7일       | 와이오밍 준주의 철도를 원주민들로부터 보호하기 위해 사용되던 프레드 스틸 요새가 폐쇄되다. |
| 1886년 | 8월 20일      | 유타 준주에 프레드릭 윌리엄 벤틴 소령이 뒤셴 요새를 세우다. |
| 1886년 | 9월 4일       | 아파치 이탈자 코야슬레가 넬슨 마일스 장군의 부대에 항복, 그랜트 요새로 이송되다. 그의 항복은 아파치 전쟁의 끝으로 대개 여겨진다. |
| 1886년 | 겨울          | 1886년-1887년 겨울은 극도의 혹한기로, 미국 축산업이 초토화되다. 이후 축산업이 개편됨에 따라 카우보이들이 장거리 소몰이를 다니는 개방목지 시대는 종말을 맞다. |
| 1886년 | 12월 1일      | 짐 버로우와 루브 버로우 형제가 텍사스주 벨뷰에서 열차강도를 하다. |
| 1887년 | 2월 8일       | 미합중국 대통령 그로버 클리블랜드가 도스법에 서명하다. 이로써 연방정부에게 원주민들의 땅을 사유농장으로 불하하고 불하받는 이들에게 미합중국 시민권을 부여할 권리가 주어지다. 명목은 인디언 보호구역 시스템을 근대화하고 원주민들을 주류 사회에 동화시키기 위한 것이었지만, 실상은 강매가 행해졌고 이후 50년만에 서부의 인디언 토지의 9할이 백인들의 손에 넘어가다.                       |
| 1887년 | 2월 8일       | 루크 쇼트가 전 포트워스 연방보안관 티모시 이사야 "짐" 코트라이트를 사살하다. 코트라이트가 권총을 먼저 뽑았기 때문에 쇼트는 정당방위로 방면되다. |
| 1888년 | 1월 12일–13일 | 교사 블리자드: 대평원 일대(다코타 준주, 네브래스카주, 캔자스주 등)에서 극심한 눈보라로 235명 이상이 죽다. |
| 1888년 | 12월 18일     | 리처드 웨더릴이 콜로라도 서남부에서 메사버드의 절벽궁을 발견하다. |
| 1889년 | 1월 12일      | 그레이군 전쟁: 캔자스주 키머런에서 빌 틸먼의 패거리가 군 기록을 옆동네 잉갈리스로 가져가려고 올드그레이군 법원청사를 습격, 총격전이 일어나다(키머런 전투). |
| 1889년 | Feb 3         | "벨" 스타가 오클라호마에서 살해되다. |
| 1889년 | 4월 22일      | 1889년 랜드 러시: 도스법으로 생성된 200만 에이커의 "무주지"를 먹으려는 백인 정착민 50,000 여명이 인디언 준주로 몰려들다. 사실상 오늘날의 오클라호마의 실질적 시작. |
| 1889년 | 5월 11일      | 미육군 주졔관 조지프 W. 왐과 그 호송병 11명이 애리조나 준주 포트토머스로 가는 길에 도적떼에게 기습당해 금은화 28,000 불 이상을 강도당하다. 범인들은 잡히지 않다. |
| 1889년 | 6월 6일       | 시애틀 대화재로 워싱턴 준주 시애틀 중심가가 완전히 파괴되고 25개 가곽이 불타 2000만 불에 달하는 재산피해가 발생하다. |
| 1889년 | 6월 24일      | 무법자 부치 캐시디가 콜로라도 텔류라이드에서 첫 은행강도를 벌인 뒤 로버스 루스트로 도피하다. |
| 1889년 | 11월 2일      | 노스다코타주와 사우스다코타주가 미합중국의 39번째, 40번째 주로 승격하다. |
| 1889년 | 11월 2일      | 애리조나 글로브 근교에서 하스카이바이나이느타일 등 8명의 아파치인이 죄수로서 이송되던 와중 보안관 두 명을 죽이고 사막으로 탈출하다(켈빈 그레이드 학살). |
| 1889년 | 11월 8일      | 몬태나주가 미합중국의 41번째 주로 승격하다. |
| 1889년 | 11월 11일     | 워싱턴주가 미합중국의 42번째 주로 승격하다. |

## 1890년대

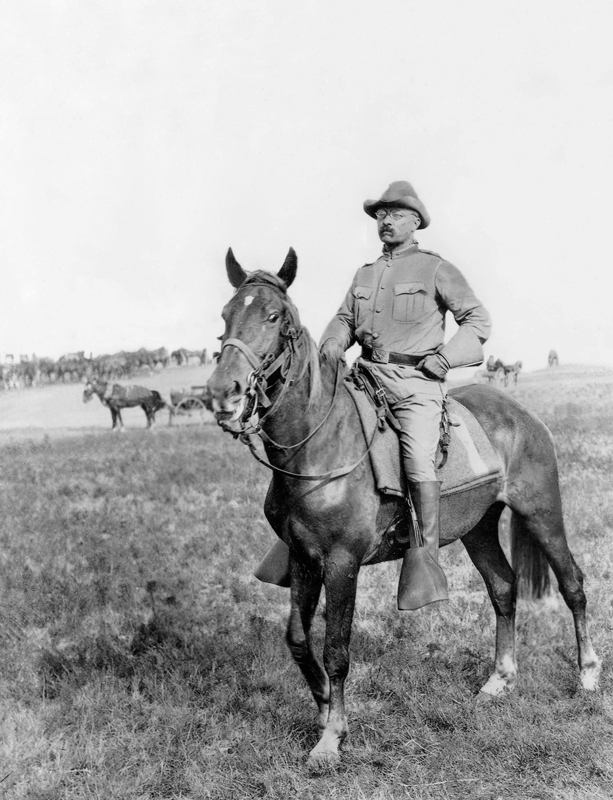
시어도어 루스벨트.

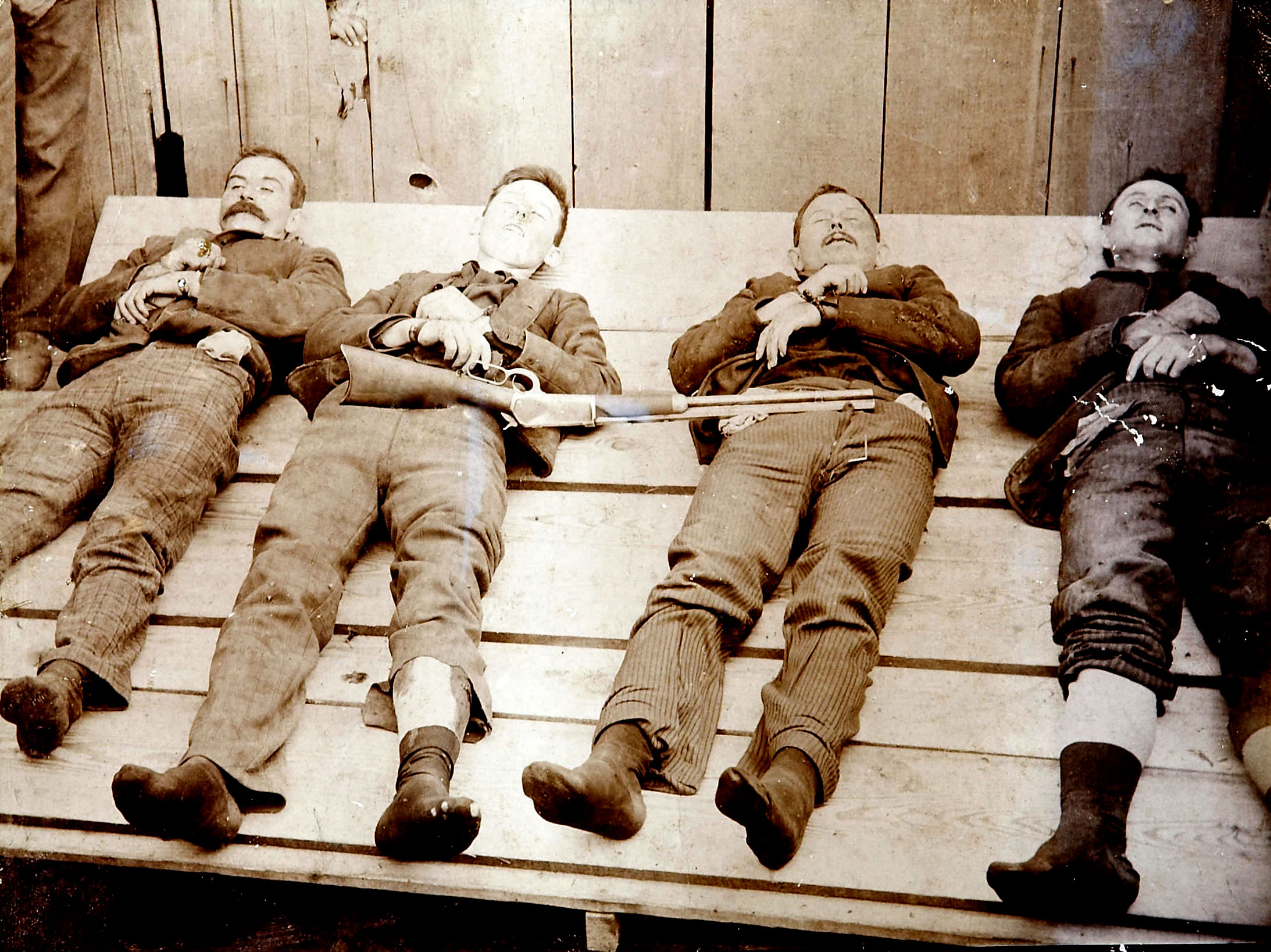
시체가 된 달턴 갱단.

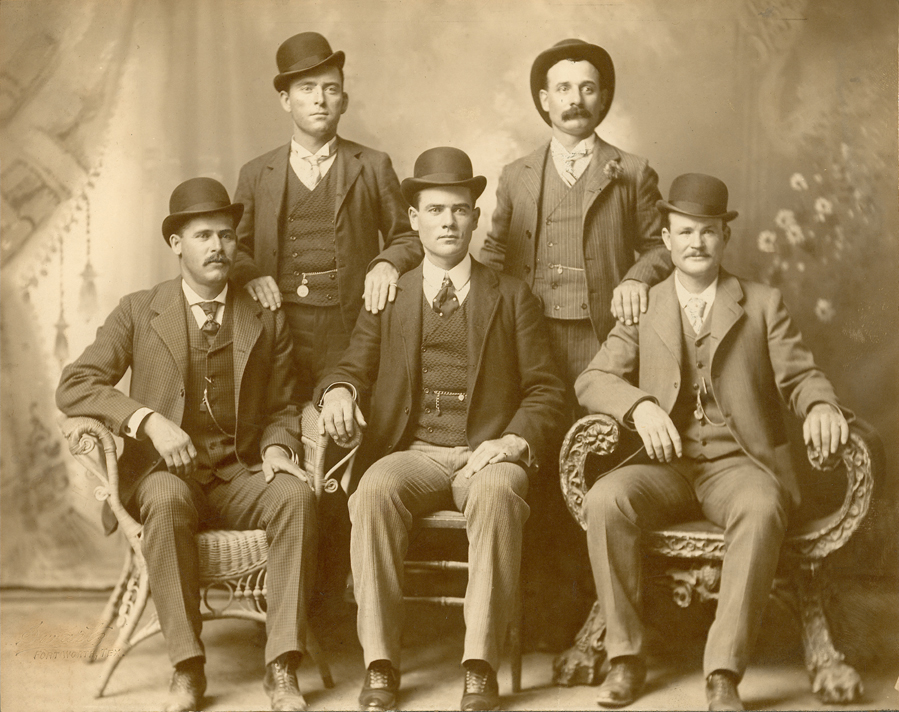
부치 캐시디의 와일드 번치.

| 년     | 월일          | 사건 |
| ------ | ------------- | --- |
| 1890년 | 6월           | 제11차 미합중국 호구조사가 실시되다. 미정착지에 사람이 충분히 많이 퍼져서 "변방 개척지(프론티어)"는 이제 소멸했다는 결과가 나오다. 인구조사국은 사람들의 서부 이주를 추적하기를 중단하겠다고 선언하다. |
| 1890년 | 7월 3일       | 아이다호가 미합중국의 43번째 주로 승격하다. |
| 1890년 | 7월 10일      | 와이오밍주가 미합중국의 44번째 주로 승격하다. |
| 1890년 | 12월 29일     | 사우스다코타 파인리지 인디언 보호구역에서 제7기병연대가 라코타 수족을 무장해제하려던 과정에서 수족을 남녀노소 가리지 않고 200명 이상 학살하다(운디드니 학살). |
| 1891년 | 9월           | 1891년 체면공 파업: 아칸소주 리군의 흑인 농업노동자들이 파업을 일으키고 폭력적으로 진압되어 노사 양측에서 십수명이 죽다. 9월 29일 파업 참여자 9명이 린치당해 목매달려 죽다. |
| 1892년 | 4월 8일–13일  | 존슨군 전쟁: 와이오밍 목축업자협회의 대목축업자들과 그들이 고용한 용병들이 파우더강 컨트리를 침공, 영세 농장주들이 소도둑질을 했다며 그들을 학대하다. 대통령 벤저민 해리슨이 제6기병연대를 파견하기 전까지 총격전이 벌어져 여러 사람이 죽다. 이 사건으로 와이오밍 일대의 축산업이 재조직되었으며, 서부시대 역사상 가장 유명한 목지전으로 기록되었다. |
| 1892년 | 8월 2일       | 그레이엄가의 마지막 남자 일족 톰 그레이엄이 애리조나 템페에서 에드윈 튝스버리에게 살해되는 것으로 기쁨의 계곡 전쟁이 끝나다. |
| 1892년 | 10월 5일      | 달턴 갱단이 캔자스주 커피빌에서 은행을 털다 총격전으로 사망하다. |
| 1893년 | 1월 17일      | 하와이 왕국 호놀룰루에서 백인 설탕사업가들의 안전위원회가 릴리우오칼라니 여왕을 폐위하다. 같은 날 하와이 임시정부가 세워지고 샌퍼드 밸러드 돌이 초대 대통령으로 추대되다. |
| 1893년 | 5월 15일      | 그 전해 벌어진 코르덜레인 파업에 자극받은 탄광 광부들이 몬태나주 뷰트에서 서부광부연맹을 발기하다. |
| 1893년 | 6월 11일-12일 | 10개월간의 추적 끝에 열차강도범 존 손탁과 크리스 에번스가 캘리포니아주 비세일리아 북쪽의 목장에서 법집행관들에게 따라잡혀 총격전(스톤커랠 총격전) 끝에 붙잡히다. 손탁은 총격전 중 입은 부상으로 3주 뒤 사망하다. |
| 1893년 | 6월 30일      | 프랭크 존스 대위가 텍사스 레인저를 끌고 멕시코인 소도둑들을 추적하다 국경 근처 트레스자칼레스읍에서 기습을 당해 사망하다(트레스자칼레스 전투). |
| 1893년 | 9월 1일       | 오클라호마 잉갈리스읍에서 둘린-달턴 갱단과의 총격전(잉갈리스 총격전)으로 연방보안관보 3명과 민간인 2명이 사망하다. 무법자들은 모두 탈출에 성공하다. |
| 1893년 | 11월 7일      | 콜로라도주에서 여성에게 선거권을 부여하다. |
| 1894년 | 5월 11일      | 유진 데브스가 이끄는 전미철도노조에서 대규모 파업을 개시(풀먼사 파업), 디트로이트 서쪽의 모든 화물 및 여객철도망이 마비되다. |
| 1894년 | 7월 4일       | 하와이 공화국이 공식 출범하다. |
| 1895년 | 8월 19일      | 무법자 존 웨슬리 하딘이 텍사스주 엘파소에서 존 셀먼에게 사살되다. |
| 1896년 | 1월 4일       | 유타주가 미합중국의 45번째 주로 승격되다. |
| 1896년 | 1월 15일      | 아칸소주 유레카스프링스의 목욕탕에서 빌 틸먼이 갱단 두목 빌 둘린을 혼자서 사로잡아 오클라호마 준주로 데려가다. 둘린은 7월 5일 탈옥하다. |
| 1896년 | 8월 12일      | 야퀴 봉기: 멕시코에서 포르피리오 디아스 대통령의 독재와 폭정에 아퀴인 인디언과 멕시코 혁명파가 들고일어나다. 그 와중 미국-멕시코 국경 노갈레스의 세관도 봉기한 멕시코 민중들에게 습격당하다. 양국의 연방정부가 모두 군을 파견하여 며칠 내에 민중들을 해산시키다.                                                                                     |
| 1896년 | 8월 13일      | 부치 캐시디, 엘지 레이, 키드 커리, 밥 믹스가 아이다호 몽펠리에의 은행을 강도하다. |
| 1896년 | 9월 15일      | 텍사스주에서 미주리-캔자스-텍사스 철도를 선전하기 위해 무인 증기기관차 두 대의 박치기 쇼를 했다가 두 기관차의 보일러가 폭발(크래시 앳 크러시), 관중 두 명이 죽고 셀 수 없이 많은 사람들이 다치다. |
| 1897년 | 4월 15일      | 인디언 준주에서 처음으로 석유가 발견되다. 발견된 장소는 오늘날의 오클라호마주 바틀스빌. |
| 1898년 | 7월 4일       | 미합중국 의회가 하와이 공화국을 합병하기로 한 뉴랜즈 결의안을 통과시키다. |
| 1898년 | 7월 7일       | 미합중국 대통령 윌리엄 맥킨리가 뉴랜즈 결의안에 서명, 하와이 공화국의 합병을 공식화하다. |
| 1898년 | 7월 8일       | 알래스카 지구 스캑웨이에서 범죄조직 두목 소피 스미스와 프렝크 레이드 사이에 총격전이 발생하다(주노 선창 총격전). 스미스는 그 자리에서 총을 맞아 죽고 레이드도 부상으로 12일 뒤 죽다. |
| 1898년 | 8월-10월      | 내브래스카주 오마하에 35개 인디언 부족의 대표자 500명이 모여 인디언 회의를 열다. 이런 종류의 행사로서 현재까지 가장 큰 규모였다. |
| 1898년 | 8월 12일      | 뉴랜즈 결의안이 효력을 발휘하기 시작하여 하와이 준주가 편성되다. |
| 1899년 | 5월 30일      | 애리조나 준주 글로브와 플로렌스 사이를 오가는 역마차가 펄 하트와 동료에게 강도당하다. 범인들은 며칠 뒤 체포되다. |
| 1899년 | 7월 2일       | 부치 캐시디와 그 패거리 와일드 번치가 와이오밍주 윌콕스 근교에서 오버랜드 플라이어 여객열차를 강도하다. 와일드 번치를 잡기 위한 대규모 수색추적이 이루어졌으나 잡지 못하다. |

## 1900년대

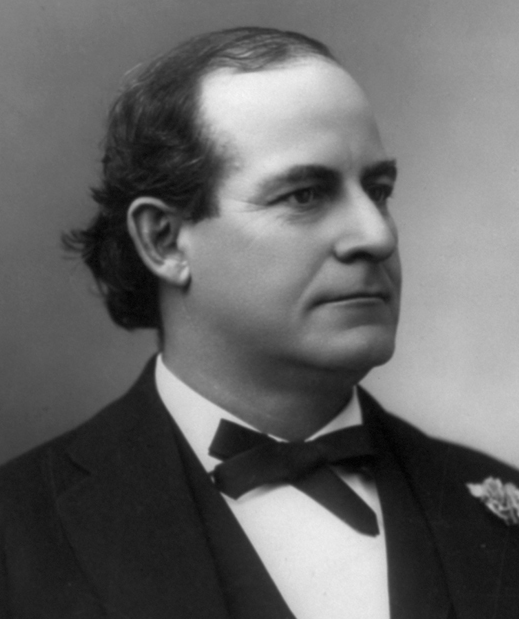
윌리엄 제닝스 브라이언.

| 년     | 월일      | 사건 |
| ------ | --------- | --- |
| 1900년 | 4월 30일  | 미합중국 의회가 하와이 조직법을 통과, 하와이 준주에 정부가 조직되다. |
| 1900년 | 5월 1일   | 유타주 스코필드 근교의 탄광 월동지에서 분진폭발이 일어나 광부 200명 이상이 사망하다(스코필드 탄광 참사). 현재까지 미국 광업사에서 가장 큰 규모의 단일 인명사고. |
| 1901년 | 1월 10일  | 텍사스주 보몬트 근교의 스핀들톱에서 유정이 터지다. 텍사스주 내의 첫 대규모 분유정으로, 텍사스 오일 붐이 시작되다. |
| 1901년 | 2월 20일  | 부치 캐시디, 선댄스 키드, 에타 플레이스가 영국 증기선을 타고 아르헨티나 부에노스아이레스로 떠나다. |
| 1903년 | 5월 23일  | 호레이쇼 넬슨 잭슨, 시월 K. 크로커가 2기통 윈턴 자동차를 타고 샌프란시스코를 출발하다. 동녀 7월 26일 뉴욕시에 도착, 자동차로 미주대륙을 최초로 횡단하다. |
| 1903년 | 11월 20일 | 전설적인 총잡이 톰 호른이 1901년에 14세의 양치기 윌리 니켈을 죽였다는 혐의로 와이오밍주 샤이엔에서 교수형에 처해지다. 와이오밍에서 대목축업자들의 권세가 쇠락하기 시작한 징후적 사건. |
| 1905년 | 5월 15일  | 네바다주에 베가스시가 세워지다. |
| 1905년 | 12월 30일 | 전 아이다호 주지사 프랭크 스투넨버그가 칼드웰시의 자택에서 폭탄테러를 당해 며칠 뒤 죽다. 스투넨버그는 1899년 코르덜레인 대치 때 노동자들을 탄압한 책임자였기에 그 원한을 사 암살되었다. 범인은 서부광부연맹 전 조합원 해리 오차드였다. 공안당국에서는 빌 헤이우드 등 노동계 거물들을 여기에 엮어서 처리하려고 사건을 조작했으나 실패한다. |
| 1906년 | 4월 18일  | 샌프란시스코 대지진. 샌프란시스코시 및 주변 지역이 초토화되고 3,000 명 이상이 죽었으며 샌프란시스코 만 지역 주민의 4분의 3이 집을 잃었다. |
| 1907년 | 11월 16일 | 오클라호마주가 미합중국의 46번째 주로 승격되었다. |
| 1908년 | 2월 29일  | 빌리 더 키드를 체포한 걸로 알려진 보안관 팻 개럿이 뉴멕시코 준주 라스크루시스 근교에서 의문사했다. |
| 1908년 | 11월 7일  | 부치 캐시디와 선댄스 키드가 볼리비아 산비센테읍에서 볼리비아 경찰들과 총격전 끝에 사살되었다고 전해지다. |

## 20세기 이후

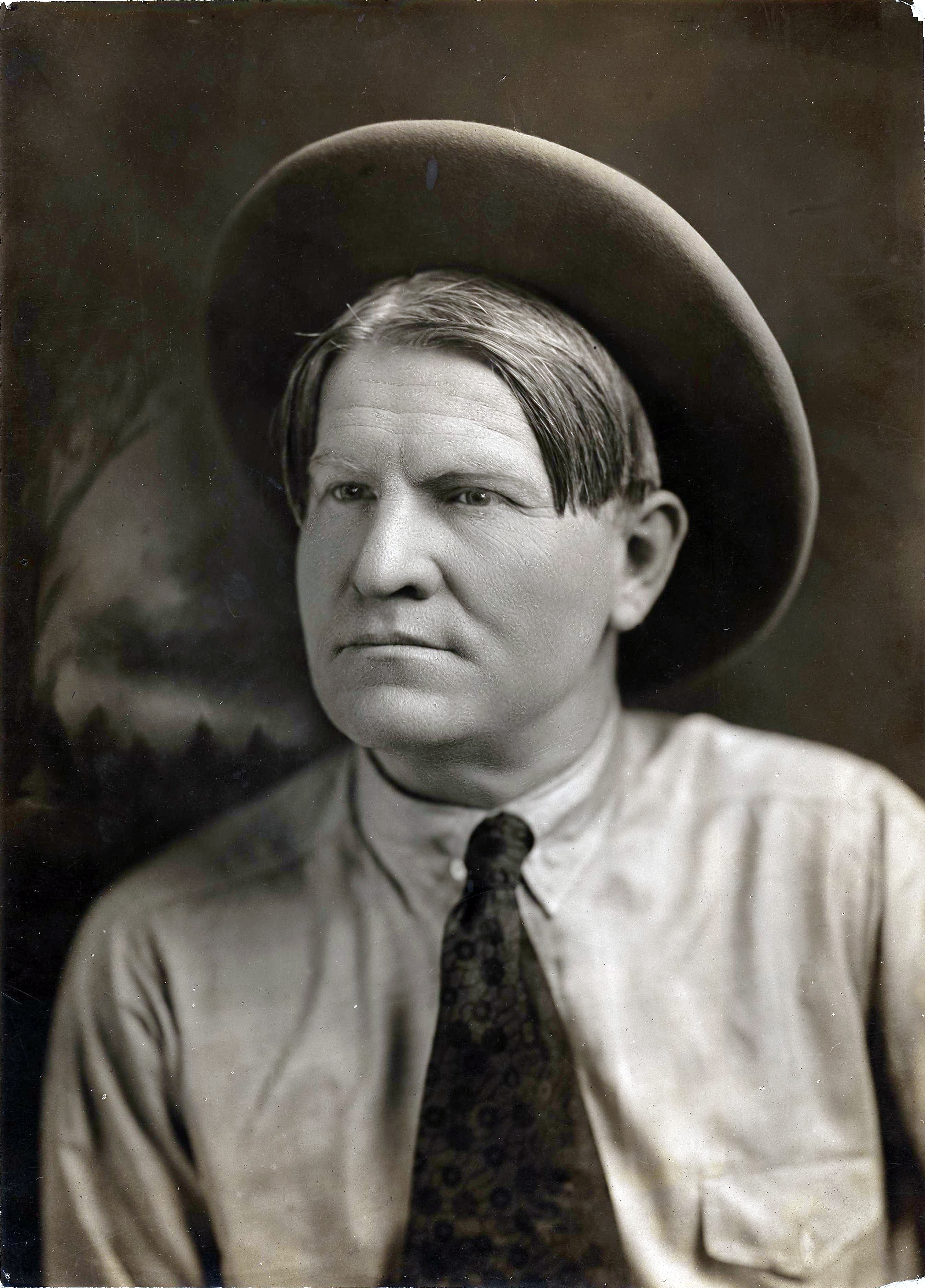
찰스 매리언 러셀.

| 년              | 월일     | 사건 |
| --------------- | -------- | --- |
| 1912년          | 1월 6일  | 뉴멕시코주가 미합중국의 47번째 주로 승격되다. |
| 1912년          | 2월 14일 | 애리조나주가 미합중국의 48번째 주로 승격되다. 서부시대의 마지막 연방주 승격. |
| 1912년          | 8월 24일 | 알래스카 지구가 알래스카 준주로 편성되다. |
| 1916년          | 12월 5일 | 네바다주 자비지 협곡에서 미국 역사상 최후의 역마차 강도사건이 벌어지다(자비지 역마차 강도사건). 3인조 강도가 현금수송을 하던 우정부 역마차를 습격해 4,000 불을 털어갔다. 범인들은 얼마 뒤 체포되었다. |
| 1918년 - 1925년 |          | 오클라호마주에서 오세이지족 연쇄살인사건이 일어나다. |
| 1959년          | 1월 6일  | 알래스카주가 미합중국의 49번째 주로 승격되다. |
| 1959년          | 8월 21일 | 하와이주가 미합중국의 50번째 주로 승격되다. 이로써 미국의 서부 영토 확장이 일단락되다. |

## 같이 보기
- 미국 서부